# Меч за звање шампиона света у шаху 1886.
Први званични меч за титулу првака света у шаху одигран је 1886. године између Виљем Штајница и Јоханес Цукерторта. Меч је одигран у САД и то првих пет партија је играно у Њујорку, следеће четири у Сент Луису и последњих једанаест у Њу Орлеансу. Победник је први играч који постигне десет победа. Виљем Штајниц је добио меч са 10 победа, 5 ремија и 5 изгубљених партија. Десету победу је освојио у двадесетој партији меча.
У Лондону 1883. године одигран је велики шаховски турнир. На турниру је учествовало 14 престижних играча тога доба, а турнир је игран двокружно, сваки са сваким. Јоханес Цукерторт био убедљив победник са 22/26, испред Виљем Штајница (19/26), Блекберна (16½/22) и Чигорина (16/22). У многим аспектима, овај догађај је личио на модерни Турнир кандидата у шаху, у смислу да је већина водећих светских играча учествовала и да су два најбоља зацементирали своју репутацију као кандидати за светски наслов.

## Учесници
- Јоханес Цукерторт
- Виљем Штајниц

## Резултат
Победник ће бити онај ко први оствари десет победа. У случају нерешеног резултата 9-9, ни један од играча не осваја шампионску титулу.
| Играч             | Земља                | 1 | 2 | 3 | 4 | 5 | 6 | 7 | 8 | 9 | 10 | 11 | 12 | 13 | 14 | 15 | 16 | 17 | 18 | 19 | 20 | Победа | Резултат |
| ----------------- | -------------------- | - | - | - | - | - | - | - | - | - | -- | -- | -- | -- | -- | -- | -- | -- | -- | -- | -- | ------ | -------- |
| Јоханес Цукерторт | Уједињено Краљевство | 0 | 1 | 1 | 1 | 1 | 0 | 0 | ½ | 0 | ½  | 0  | 0  | 1  | ½  | ½  | 0  | ½  | 0  | 0  | 0  | 5      | 7½       |
| Виљем Штајниц     | Аустрија             | 1 | 0 | 0 | 0 | 0 | 1 | 1 | ½ | 1 | ½  | 1  | 1  | 0  | ½  | ½  | 1  | ½  | 1  | 1  | 1  | 10     | 12½      |

Штајниц је победио и постао први званични шампин света у шаху.

## Партије
Следећа табела даје преглед резултата, отварања, броја потез по партији, као и утрошено време играча. У већини партија играна је Шпанска партија и дамин гамбит.
| Партија         | Датум (1886) | Бели      | Победник        | Отварање | Потез | Штајниц | Цукерторт | Заједно |
| --------------- | ------------ | --------- | --------------- | -------- | ----- | ------- | --------- | ------- |
| 1 Њујорк        | 11. јануар   | Цукерторт | Штајниц (1:0)   | D11      | 46    | 2:45h   | 2:30h     | 5:15h   |
| 2 Њујорк        | 13. јануар   | Штајниц   | Цукерторт (1:1) | C47      | 46    | 3:20h   | 2:36h     | 5:56h   |
| 3 Њујорк        | 15. јануар   | Цукерторт | Цукерторт (2:1) | D10      | 47    | 3:05h   | 2:15h     | 5:20h   |
| 4 Њујорк        | 18. јануар   | Штајниц   | Цукерторт (3:1) | C67      | 39    | 2:30h   | 1:25h     | 3:55h   |
| 5 Њујорк        | 20. јануар   | Цукерторт | Цукерторт (4:1) | D10      | 32    | 2:15h   | 1:15h     | 3:30h   |
| 6 Сент Луис     | 3. фебруар   | Штајниц   | Штајниц (2:4)   | C67      | 61    | 3:33h   | 1:53h     | 5:26h   |
| 7 Сент Луис     | 5. фебруар   | Цукерторт | Штајниц (3:4)   | D40      | 35    | 2:10h   | 2:05h     | 4:15h   |
| 8 Сент Луис     | 8. фебруар   | Штајниц   | реми            | C67      | 22    | 1:15h   | 0:20h     | 1:35h   |
| 9 Сент Луис     | 10. фебруар  | Цукерторт | Штајниц (4:4)   | D26      | 38    | 2:12h   | 1:55h     | 4:07h   |
| 10 Њу Орлеанс   | 26. фебруар  | Штајниц   | реми            | C67      | 21    | 0:58h   | 0:23h     | 1:21h   |
| 11 Њу Орлеанс   | 1. март      | Цукерторт | Штајниц (5:4)   | C49      | 42    | 2:39h   | 1:25h     | 4:04h   |
| 12 Њу Орлеанс   | 3. март      | Штајниц   | Штајниц (6:4)   | C67      | 44    | 2:37h   | 1:35h     | 4:12h   |
| 13 Њу Орлеанс   | 5. март      | Цукерторт | Цукерторт (5:6) | D26      | 86    | 4:55h   | 3:10h     | 8:05h   |
| 14 Њу Орлеанс   | 13. март     | Штајниц   | реми            | C67      | 48    | 2:55h   | 1:20h     | 4:15h   |
| 15 Њу Орлеанс   | 15. март     | Цукерторт | реми            | D35      | 49    | 2:14h   | 1:02h     | 3:16h   |
| 16 Њу Орлеанс   | 17. март     | Штајниц   | Штајниц (7:5)   | C65      | 49    | 2:45h   | 2:10h     | 4:55h   |
| 17 Њу Орлеанс   | 19. март     | Цукерторт | реми            | D53      | 52    | 2:35h   | 1:35h     | 4:10h   |
| 18 Њу Орлеанс   | 22. март     | Штајниц   | Штајниц (8:5)   | C65      | 40    | 2:10h   | 1:15h     | 3:25h   |
| 19 NOЊу Орлеанс | 24. März     | Цукерторт | Штајниц (9:5)   | D53      | 29    | 1:04h   | 1:00h     | 2:04h   |
| 20 Њу Орлеанс   | 29. март     | Штајниц   | Штајниц (10:5)  | C25      | 19    | 0:30h   | 0:30h     | 1:00h   |
|                 |              |           |                 |          |       |         |           |         |
| Заједно         |              |           | Штајниц (10:5)  |          | 844   | 48:27h  | 31:39h    | 80:06h  |

### Партија 1, Цукерторт - Штајниц, 0-1
|   | a | b | c | d | e | f | g | h |   |
| 8 | b8 black rook · e8 black king · a7 black pawn · c7 black bishop · f7 black queen · c6 black pawn · a5 white pawn · c5 white pawn · d5 black pawn · g5 black pawn · h5 black pawn · d4 white pawn · e4 black pawn · g4 black bishop · c3 white bishop · e3 white knight · d2 white king · e2 white knight · f2 black rook · g2 white queen · e1 white rook · h1 white rook | b8 black rook · e8 black king · a7 black pawn · c7 black bishop · f7 black queen · c6 black pawn · a5 white pawn · c5 white pawn · d5 black pawn · g5 black pawn · h5 black pawn · d4 white pawn · e4 black pawn · g4 black bishop · c3 white bishop · e3 white knight · d2 white king · e2 white knight · f2 black rook · g2 white queen · e1 white rook · h1 white rook | b8 black rook · e8 black king · a7 black pawn · c7 black bishop · f7 black queen · c6 black pawn · a5 white pawn · c5 white pawn · d5 black pawn · g5 black pawn · h5 black pawn · d4 white pawn · e4 black pawn · g4 black bishop · c3 white bishop · e3 white knight · d2 white king · e2 white knight · f2 black rook · g2 white queen · e1 white rook · h1 white rook | b8 black rook · e8 black king · a7 black pawn · c7 black bishop · f7 black queen · c6 black pawn · a5 white pawn · c5 white pawn · d5 black pawn · g5 black pawn · h5 black pawn · d4 white pawn · e4 black pawn · g4 black bishop · c3 white bishop · e3 white knight · d2 white king · e2 white knight · f2 black rook · g2 white queen · e1 white rook · h1 white rook | b8 black rook · e8 black king · a7 black pawn · c7 black bishop · f7 black queen · c6 black pawn · a5 white pawn · c5 white pawn · d5 black pawn · g5 black pawn · h5 black pawn · d4 white pawn · e4 black pawn · g4 black bishop · c3 white bishop · e3 white knight · d2 white king · e2 white knight · f2 black rook · g2 white queen · e1 white rook · h1 white rook | b8 black rook · e8 black king · a7 black pawn · c7 black bishop · f7 black queen · c6 black pawn · a5 white pawn · c5 white pawn · d5 black pawn · g5 black pawn · h5 black pawn · d4 white pawn · e4 black pawn · g4 black bishop · c3 white bishop · e3 white knight · d2 white king · e2 white knight · f2 black rook · g2 white queen · e1 white rook · h1 white rook | b8 black rook · e8 black king · a7 black pawn · c7 black bishop · f7 black queen · c6 black pawn · a5 white pawn · c5 white pawn · d5 black pawn · g5 black pawn · h5 black pawn · d4 white pawn · e4 black pawn · g4 black bishop · c3 white bishop · e3 white knight · d2 white king · e2 white knight · f2 black rook · g2 white queen · e1 white rook · h1 white rook | b8 black rook · e8 black king · a7 black pawn · c7 black bishop · f7 black queen · c6 black pawn · a5 white pawn · c5 white pawn · d5 black pawn · g5 black pawn · h5 black pawn · d4 white pawn · e4 black pawn · g4 black bishop · c3 white bishop · e3 white knight · d2 white king · e2 white knight · f2 black rook · g2 white queen · e1 white rook · h1 white rook | 8 |
| 7 | b8 black rook · e8 black king · a7 black pawn · c7 black bishop · f7 black queen · c6 black pawn · a5 white pawn · c5 white pawn · d5 black pawn · g5 black pawn · h5 black pawn · d4 white pawn · e4 black pawn · g4 black bishop · c3 white bishop · e3 white knight · d2 white king · e2 white knight · f2 black rook · g2 white queen · e1 white rook · h1 white rook | b8 black rook · e8 black king · a7 black pawn · c7 black bishop · f7 black queen · c6 black pawn · a5 white pawn · c5 white pawn · d5 black pawn · g5 black pawn · h5 black pawn · d4 white pawn · e4 black pawn · g4 black bishop · c3 white bishop · e3 white knight · d2 white king · e2 white knight · f2 black rook · g2 white queen · e1 white rook · h1 white rook | b8 black rook · e8 black king · a7 black pawn · c7 black bishop · f7 black queen · c6 black pawn · a5 white pawn · c5 white pawn · d5 black pawn · g5 black pawn · h5 black pawn · d4 white pawn · e4 black pawn · g4 black bishop · c3 white bishop · e3 white knight · d2 white king · e2 white knight · f2 black rook · g2 white queen · e1 white rook · h1 white rook | b8 black rook · e8 black king · a7 black pawn · c7 black bishop · f7 black queen · c6 black pawn · a5 white pawn · c5 white pawn · d5 black pawn · g5 black pawn · h5 black pawn · d4 white pawn · e4 black pawn · g4 black bishop · c3 white bishop · e3 white knight · d2 white king · e2 white knight · f2 black rook · g2 white queen · e1 white rook · h1 white rook | b8 black rook · e8 black king · a7 black pawn · c7 black bishop · f7 black queen · c6 black pawn · a5 white pawn · c5 white pawn · d5 black pawn · g5 black pawn · h5 black pawn · d4 white pawn · e4 black pawn · g4 black bishop · c3 white bishop · e3 white knight · d2 white king · e2 white knight · f2 black rook · g2 white queen · e1 white rook · h1 white rook | b8 black rook · e8 black king · a7 black pawn · c7 black bishop · f7 black queen · c6 black pawn · a5 white pawn · c5 white pawn · d5 black pawn · g5 black pawn · h5 black pawn · d4 white pawn · e4 black pawn · g4 black bishop · c3 white bishop · e3 white knight · d2 white king · e2 white knight · f2 black rook · g2 white queen · e1 white rook · h1 white rook | b8 black rook · e8 black king · a7 black pawn · c7 black bishop · f7 black queen · c6 black pawn · a5 white pawn · c5 white pawn · d5 black pawn · g5 black pawn · h5 black pawn · d4 white pawn · e4 black pawn · g4 black bishop · c3 white bishop · e3 white knight · d2 white king · e2 white knight · f2 black rook · g2 white queen · e1 white rook · h1 white rook | b8 black rook · e8 black king · a7 black pawn · c7 black bishop · f7 black queen · c6 black pawn · a5 white pawn · c5 white pawn · d5 black pawn · g5 black pawn · h5 black pawn · d4 white pawn · e4 black pawn · g4 black bishop · c3 white bishop · e3 white knight · d2 white king · e2 white knight · f2 black rook · g2 white queen · e1 white rook · h1 white rook | 7 |
| 6 | b8 black rook · e8 black king · a7 black pawn · c7 black bishop · f7 black queen · c6 black pawn · a5 white pawn · c5 white pawn · d5 black pawn · g5 black pawn · h5 black pawn · d4 white pawn · e4 black pawn · g4 black bishop · c3 white bishop · e3 white knight · d2 white king · e2 white knight · f2 black rook · g2 white queen · e1 white rook · h1 white rook | b8 black rook · e8 black king · a7 black pawn · c7 black bishop · f7 black queen · c6 black pawn · a5 white pawn · c5 white pawn · d5 black pawn · g5 black pawn · h5 black pawn · d4 white pawn · e4 black pawn · g4 black bishop · c3 white bishop · e3 white knight · d2 white king · e2 white knight · f2 black rook · g2 white queen · e1 white rook · h1 white rook | b8 black rook · e8 black king · a7 black pawn · c7 black bishop · f7 black queen · c6 black pawn · a5 white pawn · c5 white pawn · d5 black pawn · g5 black pawn · h5 black pawn · d4 white pawn · e4 black pawn · g4 black bishop · c3 white bishop · e3 white knight · d2 white king · e2 white knight · f2 black rook · g2 white queen · e1 white rook · h1 white rook | b8 black rook · e8 black king · a7 black pawn · c7 black bishop · f7 black queen · c6 black pawn · a5 white pawn · c5 white pawn · d5 black pawn · g5 black pawn · h5 black pawn · d4 white pawn · e4 black pawn · g4 black bishop · c3 white bishop · e3 white knight · d2 white king · e2 white knight · f2 black rook · g2 white queen · e1 white rook · h1 white rook | b8 black rook · e8 black king · a7 black pawn · c7 black bishop · f7 black queen · c6 black pawn · a5 white pawn · c5 white pawn · d5 black pawn · g5 black pawn · h5 black pawn · d4 white pawn · e4 black pawn · g4 black bishop · c3 white bishop · e3 white knight · d2 white king · e2 white knight · f2 black rook · g2 white queen · e1 white rook · h1 white rook | b8 black rook · e8 black king · a7 black pawn · c7 black bishop · f7 black queen · c6 black pawn · a5 white pawn · c5 white pawn · d5 black pawn · g5 black pawn · h5 black pawn · d4 white pawn · e4 black pawn · g4 black bishop · c3 white bishop · e3 white knight · d2 white king · e2 white knight · f2 black rook · g2 white queen · e1 white rook · h1 white rook | b8 black rook · e8 black king · a7 black pawn · c7 black bishop · f7 black queen · c6 black pawn · a5 white pawn · c5 white pawn · d5 black pawn · g5 black pawn · h5 black pawn · d4 white pawn · e4 black pawn · g4 black bishop · c3 white bishop · e3 white knight · d2 white king · e2 white knight · f2 black rook · g2 white queen · e1 white rook · h1 white rook | b8 black rook · e8 black king · a7 black pawn · c7 black bishop · f7 black queen · c6 black pawn · a5 white pawn · c5 white pawn · d5 black pawn · g5 black pawn · h5 black pawn · d4 white pawn · e4 black pawn · g4 black bishop · c3 white bishop · e3 white knight · d2 white king · e2 white knight · f2 black rook · g2 white queen · e1 white rook · h1 white rook | 6 |
| 5 | b8 black rook · e8 black king · a7 black pawn · c7 black bishop · f7 black queen · c6 black pawn · a5 white pawn · c5 white pawn · d5 black pawn · g5 black pawn · h5 black pawn · d4 white pawn · e4 black pawn · g4 black bishop · c3 white bishop · e3 white knight · d2 white king · e2 white knight · f2 black rook · g2 white queen · e1 white rook · h1 white rook | b8 black rook · e8 black king · a7 black pawn · c7 black bishop · f7 black queen · c6 black pawn · a5 white pawn · c5 white pawn · d5 black pawn · g5 black pawn · h5 black pawn · d4 white pawn · e4 black pawn · g4 black bishop · c3 white bishop · e3 white knight · d2 white king · e2 white knight · f2 black rook · g2 white queen · e1 white rook · h1 white rook | b8 black rook · e8 black king · a7 black pawn · c7 black bishop · f7 black queen · c6 black pawn · a5 white pawn · c5 white pawn · d5 black pawn · g5 black pawn · h5 black pawn · d4 white pawn · e4 black pawn · g4 black bishop · c3 white bishop · e3 white knight · d2 white king · e2 white knight · f2 black rook · g2 white queen · e1 white rook · h1 white rook | b8 black rook · e8 black king · a7 black pawn · c7 black bishop · f7 black queen · c6 black pawn · a5 white pawn · c5 white pawn · d5 black pawn · g5 black pawn · h5 black pawn · d4 white pawn · e4 black pawn · g4 black bishop · c3 white bishop · e3 white knight · d2 white king · e2 white knight · f2 black rook · g2 white queen · e1 white rook · h1 white rook | b8 black rook · e8 black king · a7 black pawn · c7 black bishop · f7 black queen · c6 black pawn · a5 white pawn · c5 white pawn · d5 black pawn · g5 black pawn · h5 black pawn · d4 white pawn · e4 black pawn · g4 black bishop · c3 white bishop · e3 white knight · d2 white king · e2 white knight · f2 black rook · g2 white queen · e1 white rook · h1 white rook | b8 black rook · e8 black king · a7 black pawn · c7 black bishop · f7 black queen · c6 black pawn · a5 white pawn · c5 white pawn · d5 black pawn · g5 black pawn · h5 black pawn · d4 white pawn · e4 black pawn · g4 black bishop · c3 white bishop · e3 white knight · d2 white king · e2 white knight · f2 black rook · g2 white queen · e1 white rook · h1 white rook | b8 black rook · e8 black king · a7 black pawn · c7 black bishop · f7 black queen · c6 black pawn · a5 white pawn · c5 white pawn · d5 black pawn · g5 black pawn · h5 black pawn · d4 white pawn · e4 black pawn · g4 black bishop · c3 white bishop · e3 white knight · d2 white king · e2 white knight · f2 black rook · g2 white queen · e1 white rook · h1 white rook | b8 black rook · e8 black king · a7 black pawn · c7 black bishop · f7 black queen · c6 black pawn · a5 white pawn · c5 white pawn · d5 black pawn · g5 black pawn · h5 black pawn · d4 white pawn · e4 black pawn · g4 black bishop · c3 white bishop · e3 white knight · d2 white king · e2 white knight · f2 black rook · g2 white queen · e1 white rook · h1 white rook | 5 |
| 4 | b8 black rook · e8 black king · a7 black pawn · c7 black bishop · f7 black queen · c6 black pawn · a5 white pawn · c5 white pawn · d5 black pawn · g5 black pawn · h5 black pawn · d4 white pawn · e4 black pawn · g4 black bishop · c3 white bishop · e3 white knight · d2 white king · e2 white knight · f2 black rook · g2 white queen · e1 white rook · h1 white rook | b8 black rook · e8 black king · a7 black pawn · c7 black bishop · f7 black queen · c6 black pawn · a5 white pawn · c5 white pawn · d5 black pawn · g5 black pawn · h5 black pawn · d4 white pawn · e4 black pawn · g4 black bishop · c3 white bishop · e3 white knight · d2 white king · e2 white knight · f2 black rook · g2 white queen · e1 white rook · h1 white rook | b8 black rook · e8 black king · a7 black pawn · c7 black bishop · f7 black queen · c6 black pawn · a5 white pawn · c5 white pawn · d5 black pawn · g5 black pawn · h5 black pawn · d4 white pawn · e4 black pawn · g4 black bishop · c3 white bishop · e3 white knight · d2 white king · e2 white knight · f2 black rook · g2 white queen · e1 white rook · h1 white rook | b8 black rook · e8 black king · a7 black pawn · c7 black bishop · f7 black queen · c6 black pawn · a5 white pawn · c5 white pawn · d5 black pawn · g5 black pawn · h5 black pawn · d4 white pawn · e4 black pawn · g4 black bishop · c3 white bishop · e3 white knight · d2 white king · e2 white knight · f2 black rook · g2 white queen · e1 white rook · h1 white rook | b8 black rook · e8 black king · a7 black pawn · c7 black bishop · f7 black queen · c6 black pawn · a5 white pawn · c5 white pawn · d5 black pawn · g5 black pawn · h5 black pawn · d4 white pawn · e4 black pawn · g4 black bishop · c3 white bishop · e3 white knight · d2 white king · e2 white knight · f2 black rook · g2 white queen · e1 white rook · h1 white rook | b8 black rook · e8 black king · a7 black pawn · c7 black bishop · f7 black queen · c6 black pawn · a5 white pawn · c5 white pawn · d5 black pawn · g5 black pawn · h5 black pawn · d4 white pawn · e4 black pawn · g4 black bishop · c3 white bishop · e3 white knight · d2 white king · e2 white knight · f2 black rook · g2 white queen · e1 white rook · h1 white rook | b8 black rook · e8 black king · a7 black pawn · c7 black bishop · f7 black queen · c6 black pawn · a5 white pawn · c5 white pawn · d5 black pawn · g5 black pawn · h5 black pawn · d4 white pawn · e4 black pawn · g4 black bishop · c3 white bishop · e3 white knight · d2 white king · e2 white knight · f2 black rook · g2 white queen · e1 white rook · h1 white rook | b8 black rook · e8 black king · a7 black pawn · c7 black bishop · f7 black queen · c6 black pawn · a5 white pawn · c5 white pawn · d5 black pawn · g5 black pawn · h5 black pawn · d4 white pawn · e4 black pawn · g4 black bishop · c3 white bishop · e3 white knight · d2 white king · e2 white knight · f2 black rook · g2 white queen · e1 white rook · h1 white rook | 4 |
| 3 | b8 black rook · e8 black king · a7 black pawn · c7 black bishop · f7 black queen · c6 black pawn · a5 white pawn · c5 white pawn · d5 black pawn · g5 black pawn · h5 black pawn · d4 white pawn · e4 black pawn · g4 black bishop · c3 white bishop · e3 white knight · d2 white king · e2 white knight · f2 black rook · g2 white queen · e1 white rook · h1 white rook | b8 black rook · e8 black king · a7 black pawn · c7 black bishop · f7 black queen · c6 black pawn · a5 white pawn · c5 white pawn · d5 black pawn · g5 black pawn · h5 black pawn · d4 white pawn · e4 black pawn · g4 black bishop · c3 white bishop · e3 white knight · d2 white king · e2 white knight · f2 black rook · g2 white queen · e1 white rook · h1 white rook | b8 black rook · e8 black king · a7 black pawn · c7 black bishop · f7 black queen · c6 black pawn · a5 white pawn · c5 white pawn · d5 black pawn · g5 black pawn · h5 black pawn · d4 white pawn · e4 black pawn · g4 black bishop · c3 white bishop · e3 white knight · d2 white king · e2 white knight · f2 black rook · g2 white queen · e1 white rook · h1 white rook | b8 black rook · e8 black king · a7 black pawn · c7 black bishop · f7 black queen · c6 black pawn · a5 white pawn · c5 white pawn · d5 black pawn · g5 black pawn · h5 black pawn · d4 white pawn · e4 black pawn · g4 black bishop · c3 white bishop · e3 white knight · d2 white king · e2 white knight · f2 black rook · g2 white queen · e1 white rook · h1 white rook | b8 black rook · e8 black king · a7 black pawn · c7 black bishop · f7 black queen · c6 black pawn · a5 white pawn · c5 white pawn · d5 black pawn · g5 black pawn · h5 black pawn · d4 white pawn · e4 black pawn · g4 black bishop · c3 white bishop · e3 white knight · d2 white king · e2 white knight · f2 black rook · g2 white queen · e1 white rook · h1 white rook | b8 black rook · e8 black king · a7 black pawn · c7 black bishop · f7 black queen · c6 black pawn · a5 white pawn · c5 white pawn · d5 black pawn · g5 black pawn · h5 black pawn · d4 white pawn · e4 black pawn · g4 black bishop · c3 white bishop · e3 white knight · d2 white king · e2 white knight · f2 black rook · g2 white queen · e1 white rook · h1 white rook | b8 black rook · e8 black king · a7 black pawn · c7 black bishop · f7 black queen · c6 black pawn · a5 white pawn · c5 white pawn · d5 black pawn · g5 black pawn · h5 black pawn · d4 white pawn · e4 black pawn · g4 black bishop · c3 white bishop · e3 white knight · d2 white king · e2 white knight · f2 black rook · g2 white queen · e1 white rook · h1 white rook | b8 black rook · e8 black king · a7 black pawn · c7 black bishop · f7 black queen · c6 black pawn · a5 white pawn · c5 white pawn · d5 black pawn · g5 black pawn · h5 black pawn · d4 white pawn · e4 black pawn · g4 black bishop · c3 white bishop · e3 white knight · d2 white king · e2 white knight · f2 black rook · g2 white queen · e1 white rook · h1 white rook | 3 |
| 2 | b8 black rook · e8 black king · a7 black pawn · c7 black bishop · f7 black queen · c6 black pawn · a5 white pawn · c5 white pawn · d5 black pawn · g5 black pawn · h5 black pawn · d4 white pawn · e4 black pawn · g4 black bishop · c3 white bishop · e3 white knight · d2 white king · e2 white knight · f2 black rook · g2 white queen · e1 white rook · h1 white rook | b8 black rook · e8 black king · a7 black pawn · c7 black bishop · f7 black queen · c6 black pawn · a5 white pawn · c5 white pawn · d5 black pawn · g5 black pawn · h5 black pawn · d4 white pawn · e4 black pawn · g4 black bishop · c3 white bishop · e3 white knight · d2 white king · e2 white knight · f2 black rook · g2 white queen · e1 white rook · h1 white rook | b8 black rook · e8 black king · a7 black pawn · c7 black bishop · f7 black queen · c6 black pawn · a5 white pawn · c5 white pawn · d5 black pawn · g5 black pawn · h5 black pawn · d4 white pawn · e4 black pawn · g4 black bishop · c3 white bishop · e3 white knight · d2 white king · e2 white knight · f2 black rook · g2 white queen · e1 white rook · h1 white rook | b8 black rook · e8 black king · a7 black pawn · c7 black bishop · f7 black queen · c6 black pawn · a5 white pawn · c5 white pawn · d5 black pawn · g5 black pawn · h5 black pawn · d4 white pawn · e4 black pawn · g4 black bishop · c3 white bishop · e3 white knight · d2 white king · e2 white knight · f2 black rook · g2 white queen · e1 white rook · h1 white rook | b8 black rook · e8 black king · a7 black pawn · c7 black bishop · f7 black queen · c6 black pawn · a5 white pawn · c5 white pawn · d5 black pawn · g5 black pawn · h5 black pawn · d4 white pawn · e4 black pawn · g4 black bishop · c3 white bishop · e3 white knight · d2 white king · e2 white knight · f2 black rook · g2 white queen · e1 white rook · h1 white rook | b8 black rook · e8 black king · a7 black pawn · c7 black bishop · f7 black queen · c6 black pawn · a5 white pawn · c5 white pawn · d5 black pawn · g5 black pawn · h5 black pawn · d4 white pawn · e4 black pawn · g4 black bishop · c3 white bishop · e3 white knight · d2 white king · e2 white knight · f2 black rook · g2 white queen · e1 white rook · h1 white rook | b8 black rook · e8 black king · a7 black pawn · c7 black bishop · f7 black queen · c6 black pawn · a5 white pawn · c5 white pawn · d5 black pawn · g5 black pawn · h5 black pawn · d4 white pawn · e4 black pawn · g4 black bishop · c3 white bishop · e3 white knight · d2 white king · e2 white knight · f2 black rook · g2 white queen · e1 white rook · h1 white rook | b8 black rook · e8 black king · a7 black pawn · c7 black bishop · f7 black queen · c6 black pawn · a5 white pawn · c5 white pawn · d5 black pawn · g5 black pawn · h5 black pawn · d4 white pawn · e4 black pawn · g4 black bishop · c3 white bishop · e3 white knight · d2 white king · e2 white knight · f2 black rook · g2 white queen · e1 white rook · h1 white rook | 2 |
| 1 | b8 black rook · e8 black king · a7 black pawn · c7 black bishop · f7 black queen · c6 black pawn · a5 white pawn · c5 white pawn · d5 black pawn · g5 black pawn · h5 black pawn · d4 white pawn · e4 black pawn · g4 black bishop · c3 white bishop · e3 white knight · d2 white king · e2 white knight · f2 black rook · g2 white queen · e1 white rook · h1 white rook | b8 black rook · e8 black king · a7 black pawn · c7 black bishop · f7 black queen · c6 black pawn · a5 white pawn · c5 white pawn · d5 black pawn · g5 black pawn · h5 black pawn · d4 white pawn · e4 black pawn · g4 black bishop · c3 white bishop · e3 white knight · d2 white king · e2 white knight · f2 black rook · g2 white queen · e1 white rook · h1 white rook | b8 black rook · e8 black king · a7 black pawn · c7 black bishop · f7 black queen · c6 black pawn · a5 white pawn · c5 white pawn · d5 black pawn · g5 black pawn · h5 black pawn · d4 white pawn · e4 black pawn · g4 black bishop · c3 white bishop · e3 white knight · d2 white king · e2 white knight · f2 black rook · g2 white queen · e1 white rook · h1 white rook | b8 black rook · e8 black king · a7 black pawn · c7 black bishop · f7 black queen · c6 black pawn · a5 white pawn · c5 white pawn · d5 black pawn · g5 black pawn · h5 black pawn · d4 white pawn · e4 black pawn · g4 black bishop · c3 white bishop · e3 white knight · d2 white king · e2 white knight · f2 black rook · g2 white queen · e1 white rook · h1 white rook | b8 black rook · e8 black king · a7 black pawn · c7 black bishop · f7 black queen · c6 black pawn · a5 white pawn · c5 white pawn · d5 black pawn · g5 black pawn · h5 black pawn · d4 white pawn · e4 black pawn · g4 black bishop · c3 white bishop · e3 white knight · d2 white king · e2 white knight · f2 black rook · g2 white queen · e1 white rook · h1 white rook | b8 black rook · e8 black king · a7 black pawn · c7 black bishop · f7 black queen · c6 black pawn · a5 white pawn · c5 white pawn · d5 black pawn · g5 black pawn · h5 black pawn · d4 white pawn · e4 black pawn · g4 black bishop · c3 white bishop · e3 white knight · d2 white king · e2 white knight · f2 black rook · g2 white queen · e1 white rook · h1 white rook | b8 black rook · e8 black king · a7 black pawn · c7 black bishop · f7 black queen · c6 black pawn · a5 white pawn · c5 white pawn · d5 black pawn · g5 black pawn · h5 black pawn · d4 white pawn · e4 black pawn · g4 black bishop · c3 white bishop · e3 white knight · d2 white king · e2 white knight · f2 black rook · g2 white queen · e1 white rook · h1 white rook | b8 black rook · e8 black king · a7 black pawn · c7 black bishop · f7 black queen · c6 black pawn · a5 white pawn · c5 white pawn · d5 black pawn · g5 black pawn · h5 black pawn · d4 white pawn · e4 black pawn · g4 black bishop · c3 white bishop · e3 white knight · d2 white king · e2 white knight · f2 black rook · g2 white queen · e1 white rook · h1 white rook | 1 |
|   | a | b | c | d | e | f | g | h |   |

Словенска одбрана, D10
1.d4 d5 2.c4 c6 3.e3 ♗f5 4.♘c3 e6 5.♘f3 ♘d7 6.a3 ♗d6 7.c5 ♗c7 8.b4 e5 9.Be2 ♘gf6 10.♗b2 e4 11.♘d2 h5 12.h3 ♘f8 13.a4 ♘g6 14.b5 ♘h4 15.g3 ♘g2+ 16.♔f1 ♘xe3+ 17.fxe3 ♗xg3 18.♔g2 ♗c7 19.♕g1 ♖h6 20.♔f1 ♖g6 21.♕f2 ♕d7 22.bxc6 bxc6 23.♖g1 ♗xh3+ 24.♔e1 ♘g4 25.♗xg4 ♗xg4 26.♘e2 ♕e7 27.♘f4 ♖h6 28.♗c3 g5 29.♘e2 ♖f6 30.♕g2 ♖f3 31.♘f1 ♖b8 32.♔d2 f5 33.a5 f4 34.♖h1 ♕f7 35.♖e1 fxe3+ 36.♘xe3 ♖f2 37.♕xf2 ♕xf2 38.♘xg4 ♗f4+ 39.♔c2 hxg4 40.♗d2 e3 41.♗c1 ♕g2 42.♔c3 ♔d7 43.♖h7+ ♔e6 44.♖h6+ ♔f5 45.♗xe3 ♗xe3 46.♖f1+ ♗f4 0–1

### Партија 2, Штајниц - Цукерторт, 0-1
Шкотска партија, C47
1.e4 e5 2.♘f3 ♘c6 3.d4 exd4 4.♘xd4 ♘f6 5.♘c3 ♗b4 6.♘xc6 bxc6 7.♗d3 d5 8.exd5 cxd5 9.0–0 0–0 10.♗g5 c6 11.♘e2 ♗d6 12.♘g3 h6 13.♗d2 ♘g4 14.♗e2 ♕h4 15.♗xg4 ♗xg4 16.♕c1 ♗e2 17.♖e1 ♗a6 18.♗c3 f5 19.♖e6 ♖ad8 20.♕d2 d4 21.♗a5 ♖d7 22.♖xd6 ♖xd6 23.♗b4 ♕f6 24.♖d1 ♖d5 25.♗xf8 ♕xf8 26.♘h5 ♕e8 27.♘f4 ♖e5 28.h4 c5 29.h5 ♖e4 30.c3 ♕b8 31.g3 ♕e5 32.♘g6?! 32.f3! ♖xf4 33.gxf4 32...♕d6 33.♘f4 d3 34.b3 c4 35.♖b1 ♔h7 36.♔h2 ♕b6 37.♔g1 ♗b7 38.♖b2? ♕c6 39.f3 ♕c5+ 40.♕f2 ♖e1+ 41.♔h2 ♕xf2+ 42.♖xf2 ♗xf3 43.g4 ♗e2 44.♘g2 d2 45.♘e3 cxb3 46.axb3 ♗xg4 0–1

### Партија 3, Цукерторт - Штајниц, 1-0
Словенска одбрана, D10
1.d4 d5 2.c4 c6 3.e3 ♗f5 4.a3 e6 5.c5 a5 6.♕b3 ♕c7 7.♘c3 ♘d7 8.♘a4 ♘gf6 9.♘e2 ♗e7 10.♘g3 ♗g6 11.♗d2 0–0 12.♗e2 ♖fb8 13.0–0 b6 14.cxb6 ♘xb6 15.♘xb6 ♖xb6 16.♕c3 ♕b7 17.♖a2 ♘d7 18.♗d1 c5 19.♗a4 c4 20.♕c1 ♘f6 21.♗c3 ♗d6 22.f3 ♕b8 23.f4 ♗d3 24.♖e1 h5 25.h4 ♕d8 26.♗d1 g6 27.♕d2 ♖bb8 28.♕f2 ♗e7 29.♗f3 ♘e4 30.♗xe4 dxe4 31.♘h1 ♗xh4 32.g3 ♗e7 33.♕d2 ♕d5 34.♘f2 a4 35.♔g2 ♖b3 36.♖h1 ♔g7 37.♖aa1 ♗d8 38.g4 hxg4 39.♘xg4 ♗a5? 40.♖h7+ ♔f8 41.♖h8+ ♔g7 42.♖h7+ ♔f8 43.♕f2 ♗d8 44.♘e5 ♔g8 45.♖ah1 ♗f6 46.♖xf7 ♖f8 47.♖xf6 1–0

### Партија 4, Штајниц - Цукерторт, 0-1
Шпанска партија, Берлинска одбрана, C67
1.e4 e5 2.♘f3 ♘c6 3.♘b5 ♘f6 4.0–0 ♘xe4 5.♖e1 ♘d6 6.♘xe5 ♘xe5 7.♖xe5+ ♘e7 8.♘f1 0–0 9.d4 ♘f6 10.♖e1 ♖e8 11.c3 ♖xe1 12.♕xe1 ♘f5 13.♘f4 d6 14.♘d2 ♘e6 15.♘d3 ♘h4 16.♘e4 ♘g6 17.♘d2 d5 18.♘c5 ♘c8 19.♕e3 b6 20.♘b3 ♕d6 21.♕e8+ ♘f8 22.♖e1 ♘b7 23.♕e3 ♘e6 24.♕f3 ♖d8 25.♕f5 ♘f8 26.♘f4 ♕c6 27.♘d2 ♘c8 28.♕h5 g6 29.♕e2 ♘e6 30.♘g3 ♕b7 31.♘f3 c5 32.dxc5 bxc5 33.♘e5 c4 34.♘b1 ♘g7 35.♖d1 ♘d7 36.♕f3 ♘e8 37.♘xc4?? dxc4 38.♖xd8 ♘xd8 39.♕e2 ♘e6 0–1

### Партија 5, Цукерторт - Штајниц, 1-0
|   | a | b | c | d | e | f | g | h |   |
| 8 | e8 black queen · h8 black king · a7 black pawn · b7 black pawn · c7 black rook · e7 black knight · f7 black rook · g7 white rook · h7 black pawn · e6 black pawn · b5 black bishop · d5 black pawn · e5 white pawn · f5 black pawn · d4 white pawn · f4 white knight · c3 white bishop · e3 white pawn · h3 white pawn · a2 white pawn · b2 white pawn · f2 white queen · h2 white king · b1 white bishop · g1 white rook | e8 black queen · h8 black king · a7 black pawn · b7 black pawn · c7 black rook · e7 black knight · f7 black rook · g7 white rook · h7 black pawn · e6 black pawn · b5 black bishop · d5 black pawn · e5 white pawn · f5 black pawn · d4 white pawn · f4 white knight · c3 white bishop · e3 white pawn · h3 white pawn · a2 white pawn · b2 white pawn · f2 white queen · h2 white king · b1 white bishop · g1 white rook | e8 black queen · h8 black king · a7 black pawn · b7 black pawn · c7 black rook · e7 black knight · f7 black rook · g7 white rook · h7 black pawn · e6 black pawn · b5 black bishop · d5 black pawn · e5 white pawn · f5 black pawn · d4 white pawn · f4 white knight · c3 white bishop · e3 white pawn · h3 white pawn · a2 white pawn · b2 white pawn · f2 white queen · h2 white king · b1 white bishop · g1 white rook | e8 black queen · h8 black king · a7 black pawn · b7 black pawn · c7 black rook · e7 black knight · f7 black rook · g7 white rook · h7 black pawn · e6 black pawn · b5 black bishop · d5 black pawn · e5 white pawn · f5 black pawn · d4 white pawn · f4 white knight · c3 white bishop · e3 white pawn · h3 white pawn · a2 white pawn · b2 white pawn · f2 white queen · h2 white king · b1 white bishop · g1 white rook | e8 black queen · h8 black king · a7 black pawn · b7 black pawn · c7 black rook · e7 black knight · f7 black rook · g7 white rook · h7 black pawn · e6 black pawn · b5 black bishop · d5 black pawn · e5 white pawn · f5 black pawn · d4 white pawn · f4 white knight · c3 white bishop · e3 white pawn · h3 white pawn · a2 white pawn · b2 white pawn · f2 white queen · h2 white king · b1 white bishop · g1 white rook | e8 black queen · h8 black king · a7 black pawn · b7 black pawn · c7 black rook · e7 black knight · f7 black rook · g7 white rook · h7 black pawn · e6 black pawn · b5 black bishop · d5 black pawn · e5 white pawn · f5 black pawn · d4 white pawn · f4 white knight · c3 white bishop · e3 white pawn · h3 white pawn · a2 white pawn · b2 white pawn · f2 white queen · h2 white king · b1 white bishop · g1 white rook | e8 black queen · h8 black king · a7 black pawn · b7 black pawn · c7 black rook · e7 black knight · f7 black rook · g7 white rook · h7 black pawn · e6 black pawn · b5 black bishop · d5 black pawn · e5 white pawn · f5 black pawn · d4 white pawn · f4 white knight · c3 white bishop · e3 white pawn · h3 white pawn · a2 white pawn · b2 white pawn · f2 white queen · h2 white king · b1 white bishop · g1 white rook | e8 black queen · h8 black king · a7 black pawn · b7 black pawn · c7 black rook · e7 black knight · f7 black rook · g7 white rook · h7 black pawn · e6 black pawn · b5 black bishop · d5 black pawn · e5 white pawn · f5 black pawn · d4 white pawn · f4 white knight · c3 white bishop · e3 white pawn · h3 white pawn · a2 white pawn · b2 white pawn · f2 white queen · h2 white king · b1 white bishop · g1 white rook | 8 |
| 7 | e8 black queen · h8 black king · a7 black pawn · b7 black pawn · c7 black rook · e7 black knight · f7 black rook · g7 white rook · h7 black pawn · e6 black pawn · b5 black bishop · d5 black pawn · e5 white pawn · f5 black pawn · d4 white pawn · f4 white knight · c3 white bishop · e3 white pawn · h3 white pawn · a2 white pawn · b2 white pawn · f2 white queen · h2 white king · b1 white bishop · g1 white rook | e8 black queen · h8 black king · a7 black pawn · b7 black pawn · c7 black rook · e7 black knight · f7 black rook · g7 white rook · h7 black pawn · e6 black pawn · b5 black bishop · d5 black pawn · e5 white pawn · f5 black pawn · d4 white pawn · f4 white knight · c3 white bishop · e3 white pawn · h3 white pawn · a2 white pawn · b2 white pawn · f2 white queen · h2 white king · b1 white bishop · g1 white rook | e8 black queen · h8 black king · a7 black pawn · b7 black pawn · c7 black rook · e7 black knight · f7 black rook · g7 white rook · h7 black pawn · e6 black pawn · b5 black bishop · d5 black pawn · e5 white pawn · f5 black pawn · d4 white pawn · f4 white knight · c3 white bishop · e3 white pawn · h3 white pawn · a2 white pawn · b2 white pawn · f2 white queen · h2 white king · b1 white bishop · g1 white rook | e8 black queen · h8 black king · a7 black pawn · b7 black pawn · c7 black rook · e7 black knight · f7 black rook · g7 white rook · h7 black pawn · e6 black pawn · b5 black bishop · d5 black pawn · e5 white pawn · f5 black pawn · d4 white pawn · f4 white knight · c3 white bishop · e3 white pawn · h3 white pawn · a2 white pawn · b2 white pawn · f2 white queen · h2 white king · b1 white bishop · g1 white rook | e8 black queen · h8 black king · a7 black pawn · b7 black pawn · c7 black rook · e7 black knight · f7 black rook · g7 white rook · h7 black pawn · e6 black pawn · b5 black bishop · d5 black pawn · e5 white pawn · f5 black pawn · d4 white pawn · f4 white knight · c3 white bishop · e3 white pawn · h3 white pawn · a2 white pawn · b2 white pawn · f2 white queen · h2 white king · b1 white bishop · g1 white rook | e8 black queen · h8 black king · a7 black pawn · b7 black pawn · c7 black rook · e7 black knight · f7 black rook · g7 white rook · h7 black pawn · e6 black pawn · b5 black bishop · d5 black pawn · e5 white pawn · f5 black pawn · d4 white pawn · f4 white knight · c3 white bishop · e3 white pawn · h3 white pawn · a2 white pawn · b2 white pawn · f2 white queen · h2 white king · b1 white bishop · g1 white rook | e8 black queen · h8 black king · a7 black pawn · b7 black pawn · c7 black rook · e7 black knight · f7 black rook · g7 white rook · h7 black pawn · e6 black pawn · b5 black bishop · d5 black pawn · e5 white pawn · f5 black pawn · d4 white pawn · f4 white knight · c3 white bishop · e3 white pawn · h3 white pawn · a2 white pawn · b2 white pawn · f2 white queen · h2 white king · b1 white bishop · g1 white rook | e8 black queen · h8 black king · a7 black pawn · b7 black pawn · c7 black rook · e7 black knight · f7 black rook · g7 white rook · h7 black pawn · e6 black pawn · b5 black bishop · d5 black pawn · e5 white pawn · f5 black pawn · d4 white pawn · f4 white knight · c3 white bishop · e3 white pawn · h3 white pawn · a2 white pawn · b2 white pawn · f2 white queen · h2 white king · b1 white bishop · g1 white rook | 7 |
| 6 | e8 black queen · h8 black king · a7 black pawn · b7 black pawn · c7 black rook · e7 black knight · f7 black rook · g7 white rook · h7 black pawn · e6 black pawn · b5 black bishop · d5 black pawn · e5 white pawn · f5 black pawn · d4 white pawn · f4 white knight · c3 white bishop · e3 white pawn · h3 white pawn · a2 white pawn · b2 white pawn · f2 white queen · h2 white king · b1 white bishop · g1 white rook | e8 black queen · h8 black king · a7 black pawn · b7 black pawn · c7 black rook · e7 black knight · f7 black rook · g7 white rook · h7 black pawn · e6 black pawn · b5 black bishop · d5 black pawn · e5 white pawn · f5 black pawn · d4 white pawn · f4 white knight · c3 white bishop · e3 white pawn · h3 white pawn · a2 white pawn · b2 white pawn · f2 white queen · h2 white king · b1 white bishop · g1 white rook | e8 black queen · h8 black king · a7 black pawn · b7 black pawn · c7 black rook · e7 black knight · f7 black rook · g7 white rook · h7 black pawn · e6 black pawn · b5 black bishop · d5 black pawn · e5 white pawn · f5 black pawn · d4 white pawn · f4 white knight · c3 white bishop · e3 white pawn · h3 white pawn · a2 white pawn · b2 white pawn · f2 white queen · h2 white king · b1 white bishop · g1 white rook | e8 black queen · h8 black king · a7 black pawn · b7 black pawn · c7 black rook · e7 black knight · f7 black rook · g7 white rook · h7 black pawn · e6 black pawn · b5 black bishop · d5 black pawn · e5 white pawn · f5 black pawn · d4 white pawn · f4 white knight · c3 white bishop · e3 white pawn · h3 white pawn · a2 white pawn · b2 white pawn · f2 white queen · h2 white king · b1 white bishop · g1 white rook | e8 black queen · h8 black king · a7 black pawn · b7 black pawn · c7 black rook · e7 black knight · f7 black rook · g7 white rook · h7 black pawn · e6 black pawn · b5 black bishop · d5 black pawn · e5 white pawn · f5 black pawn · d4 white pawn · f4 white knight · c3 white bishop · e3 white pawn · h3 white pawn · a2 white pawn · b2 white pawn · f2 white queen · h2 white king · b1 white bishop · g1 white rook | e8 black queen · h8 black king · a7 black pawn · b7 black pawn · c7 black rook · e7 black knight · f7 black rook · g7 white rook · h7 black pawn · e6 black pawn · b5 black bishop · d5 black pawn · e5 white pawn · f5 black pawn · d4 white pawn · f4 white knight · c3 white bishop · e3 white pawn · h3 white pawn · a2 white pawn · b2 white pawn · f2 white queen · h2 white king · b1 white bishop · g1 white rook | e8 black queen · h8 black king · a7 black pawn · b7 black pawn · c7 black rook · e7 black knight · f7 black rook · g7 white rook · h7 black pawn · e6 black pawn · b5 black bishop · d5 black pawn · e5 white pawn · f5 black pawn · d4 white pawn · f4 white knight · c3 white bishop · e3 white pawn · h3 white pawn · a2 white pawn · b2 white pawn · f2 white queen · h2 white king · b1 white bishop · g1 white rook | e8 black queen · h8 black king · a7 black pawn · b7 black pawn · c7 black rook · e7 black knight · f7 black rook · g7 white rook · h7 black pawn · e6 black pawn · b5 black bishop · d5 black pawn · e5 white pawn · f5 black pawn · d4 white pawn · f4 white knight · c3 white bishop · e3 white pawn · h3 white pawn · a2 white pawn · b2 white pawn · f2 white queen · h2 white king · b1 white bishop · g1 white rook | 6 |
| 5 | e8 black queen · h8 black king · a7 black pawn · b7 black pawn · c7 black rook · e7 black knight · f7 black rook · g7 white rook · h7 black pawn · e6 black pawn · b5 black bishop · d5 black pawn · e5 white pawn · f5 black pawn · d4 white pawn · f4 white knight · c3 white bishop · e3 white pawn · h3 white pawn · a2 white pawn · b2 white pawn · f2 white queen · h2 white king · b1 white bishop · g1 white rook | e8 black queen · h8 black king · a7 black pawn · b7 black pawn · c7 black rook · e7 black knight · f7 black rook · g7 white rook · h7 black pawn · e6 black pawn · b5 black bishop · d5 black pawn · e5 white pawn · f5 black pawn · d4 white pawn · f4 white knight · c3 white bishop · e3 white pawn · h3 white pawn · a2 white pawn · b2 white pawn · f2 white queen · h2 white king · b1 white bishop · g1 white rook | e8 black queen · h8 black king · a7 black pawn · b7 black pawn · c7 black rook · e7 black knight · f7 black rook · g7 white rook · h7 black pawn · e6 black pawn · b5 black bishop · d5 black pawn · e5 white pawn · f5 black pawn · d4 white pawn · f4 white knight · c3 white bishop · e3 white pawn · h3 white pawn · a2 white pawn · b2 white pawn · f2 white queen · h2 white king · b1 white bishop · g1 white rook | e8 black queen · h8 black king · a7 black pawn · b7 black pawn · c7 black rook · e7 black knight · f7 black rook · g7 white rook · h7 black pawn · e6 black pawn · b5 black bishop · d5 black pawn · e5 white pawn · f5 black pawn · d4 white pawn · f4 white knight · c3 white bishop · e3 white pawn · h3 white pawn · a2 white pawn · b2 white pawn · f2 white queen · h2 white king · b1 white bishop · g1 white rook | e8 black queen · h8 black king · a7 black pawn · b7 black pawn · c7 black rook · e7 black knight · f7 black rook · g7 white rook · h7 black pawn · e6 black pawn · b5 black bishop · d5 black pawn · e5 white pawn · f5 black pawn · d4 white pawn · f4 white knight · c3 white bishop · e3 white pawn · h3 white pawn · a2 white pawn · b2 white pawn · f2 white queen · h2 white king · b1 white bishop · g1 white rook | e8 black queen · h8 black king · a7 black pawn · b7 black pawn · c7 black rook · e7 black knight · f7 black rook · g7 white rook · h7 black pawn · e6 black pawn · b5 black bishop · d5 black pawn · e5 white pawn · f5 black pawn · d4 white pawn · f4 white knight · c3 white bishop · e3 white pawn · h3 white pawn · a2 white pawn · b2 white pawn · f2 white queen · h2 white king · b1 white bishop · g1 white rook | e8 black queen · h8 black king · a7 black pawn · b7 black pawn · c7 black rook · e7 black knight · f7 black rook · g7 white rook · h7 black pawn · e6 black pawn · b5 black bishop · d5 black pawn · e5 white pawn · f5 black pawn · d4 white pawn · f4 white knight · c3 white bishop · e3 white pawn · h3 white pawn · a2 white pawn · b2 white pawn · f2 white queen · h2 white king · b1 white bishop · g1 white rook | e8 black queen · h8 black king · a7 black pawn · b7 black pawn · c7 black rook · e7 black knight · f7 black rook · g7 white rook · h7 black pawn · e6 black pawn · b5 black bishop · d5 black pawn · e5 white pawn · f5 black pawn · d4 white pawn · f4 white knight · c3 white bishop · e3 white pawn · h3 white pawn · a2 white pawn · b2 white pawn · f2 white queen · h2 white king · b1 white bishop · g1 white rook | 5 |
| 4 | e8 black queen · h8 black king · a7 black pawn · b7 black pawn · c7 black rook · e7 black knight · f7 black rook · g7 white rook · h7 black pawn · e6 black pawn · b5 black bishop · d5 black pawn · e5 white pawn · f5 black pawn · d4 white pawn · f4 white knight · c3 white bishop · e3 white pawn · h3 white pawn · a2 white pawn · b2 white pawn · f2 white queen · h2 white king · b1 white bishop · g1 white rook | e8 black queen · h8 black king · a7 black pawn · b7 black pawn · c7 black rook · e7 black knight · f7 black rook · g7 white rook · h7 black pawn · e6 black pawn · b5 black bishop · d5 black pawn · e5 white pawn · f5 black pawn · d4 white pawn · f4 white knight · c3 white bishop · e3 white pawn · h3 white pawn · a2 white pawn · b2 white pawn · f2 white queen · h2 white king · b1 white bishop · g1 white rook | e8 black queen · h8 black king · a7 black pawn · b7 black pawn · c7 black rook · e7 black knight · f7 black rook · g7 white rook · h7 black pawn · e6 black pawn · b5 black bishop · d5 black pawn · e5 white pawn · f5 black pawn · d4 white pawn · f4 white knight · c3 white bishop · e3 white pawn · h3 white pawn · a2 white pawn · b2 white pawn · f2 white queen · h2 white king · b1 white bishop · g1 white rook | e8 black queen · h8 black king · a7 black pawn · b7 black pawn · c7 black rook · e7 black knight · f7 black rook · g7 white rook · h7 black pawn · e6 black pawn · b5 black bishop · d5 black pawn · e5 white pawn · f5 black pawn · d4 white pawn · f4 white knight · c3 white bishop · e3 white pawn · h3 white pawn · a2 white pawn · b2 white pawn · f2 white queen · h2 white king · b1 white bishop · g1 white rook | e8 black queen · h8 black king · a7 black pawn · b7 black pawn · c7 black rook · e7 black knight · f7 black rook · g7 white rook · h7 black pawn · e6 black pawn · b5 black bishop · d5 black pawn · e5 white pawn · f5 black pawn · d4 white pawn · f4 white knight · c3 white bishop · e3 white pawn · h3 white pawn · a2 white pawn · b2 white pawn · f2 white queen · h2 white king · b1 white bishop · g1 white rook | e8 black queen · h8 black king · a7 black pawn · b7 black pawn · c7 black rook · e7 black knight · f7 black rook · g7 white rook · h7 black pawn · e6 black pawn · b5 black bishop · d5 black pawn · e5 white pawn · f5 black pawn · d4 white pawn · f4 white knight · c3 white bishop · e3 white pawn · h3 white pawn · a2 white pawn · b2 white pawn · f2 white queen · h2 white king · b1 white bishop · g1 white rook | e8 black queen · h8 black king · a7 black pawn · b7 black pawn · c7 black rook · e7 black knight · f7 black rook · g7 white rook · h7 black pawn · e6 black pawn · b5 black bishop · d5 black pawn · e5 white pawn · f5 black pawn · d4 white pawn · f4 white knight · c3 white bishop · e3 white pawn · h3 white pawn · a2 white pawn · b2 white pawn · f2 white queen · h2 white king · b1 white bishop · g1 white rook | e8 black queen · h8 black king · a7 black pawn · b7 black pawn · c7 black rook · e7 black knight · f7 black rook · g7 white rook · h7 black pawn · e6 black pawn · b5 black bishop · d5 black pawn · e5 white pawn · f5 black pawn · d4 white pawn · f4 white knight · c3 white bishop · e3 white pawn · h3 white pawn · a2 white pawn · b2 white pawn · f2 white queen · h2 white king · b1 white bishop · g1 white rook | 4 |
| 3 | e8 black queen · h8 black king · a7 black pawn · b7 black pawn · c7 black rook · e7 black knight · f7 black rook · g7 white rook · h7 black pawn · e6 black pawn · b5 black bishop · d5 black pawn · e5 white pawn · f5 black pawn · d4 white pawn · f4 white knight · c3 white bishop · e3 white pawn · h3 white pawn · a2 white pawn · b2 white pawn · f2 white queen · h2 white king · b1 white bishop · g1 white rook | e8 black queen · h8 black king · a7 black pawn · b7 black pawn · c7 black rook · e7 black knight · f7 black rook · g7 white rook · h7 black pawn · e6 black pawn · b5 black bishop · d5 black pawn · e5 white pawn · f5 black pawn · d4 white pawn · f4 white knight · c3 white bishop · e3 white pawn · h3 white pawn · a2 white pawn · b2 white pawn · f2 white queen · h2 white king · b1 white bishop · g1 white rook | e8 black queen · h8 black king · a7 black pawn · b7 black pawn · c7 black rook · e7 black knight · f7 black rook · g7 white rook · h7 black pawn · e6 black pawn · b5 black bishop · d5 black pawn · e5 white pawn · f5 black pawn · d4 white pawn · f4 white knight · c3 white bishop · e3 white pawn · h3 white pawn · a2 white pawn · b2 white pawn · f2 white queen · h2 white king · b1 white bishop · g1 white rook | e8 black queen · h8 black king · a7 black pawn · b7 black pawn · c7 black rook · e7 black knight · f7 black rook · g7 white rook · h7 black pawn · e6 black pawn · b5 black bishop · d5 black pawn · e5 white pawn · f5 black pawn · d4 white pawn · f4 white knight · c3 white bishop · e3 white pawn · h3 white pawn · a2 white pawn · b2 white pawn · f2 white queen · h2 white king · b1 white bishop · g1 white rook | e8 black queen · h8 black king · a7 black pawn · b7 black pawn · c7 black rook · e7 black knight · f7 black rook · g7 white rook · h7 black pawn · e6 black pawn · b5 black bishop · d5 black pawn · e5 white pawn · f5 black pawn · d4 white pawn · f4 white knight · c3 white bishop · e3 white pawn · h3 white pawn · a2 white pawn · b2 white pawn · f2 white queen · h2 white king · b1 white bishop · g1 white rook | e8 black queen · h8 black king · a7 black pawn · b7 black pawn · c7 black rook · e7 black knight · f7 black rook · g7 white rook · h7 black pawn · e6 black pawn · b5 black bishop · d5 black pawn · e5 white pawn · f5 black pawn · d4 white pawn · f4 white knight · c3 white bishop · e3 white pawn · h3 white pawn · a2 white pawn · b2 white pawn · f2 white queen · h2 white king · b1 white bishop · g1 white rook | e8 black queen · h8 black king · a7 black pawn · b7 black pawn · c7 black rook · e7 black knight · f7 black rook · g7 white rook · h7 black pawn · e6 black pawn · b5 black bishop · d5 black pawn · e5 white pawn · f5 black pawn · d4 white pawn · f4 white knight · c3 white bishop · e3 white pawn · h3 white pawn · a2 white pawn · b2 white pawn · f2 white queen · h2 white king · b1 white bishop · g1 white rook | e8 black queen · h8 black king · a7 black pawn · b7 black pawn · c7 black rook · e7 black knight · f7 black rook · g7 white rook · h7 black pawn · e6 black pawn · b5 black bishop · d5 black pawn · e5 white pawn · f5 black pawn · d4 white pawn · f4 white knight · c3 white bishop · e3 white pawn · h3 white pawn · a2 white pawn · b2 white pawn · f2 white queen · h2 white king · b1 white bishop · g1 white rook | 3 |
| 2 | e8 black queen · h8 black king · a7 black pawn · b7 black pawn · c7 black rook · e7 black knight · f7 black rook · g7 white rook · h7 black pawn · e6 black pawn · b5 black bishop · d5 black pawn · e5 white pawn · f5 black pawn · d4 white pawn · f4 white knight · c3 white bishop · e3 white pawn · h3 white pawn · a2 white pawn · b2 white pawn · f2 white queen · h2 white king · b1 white bishop · g1 white rook | e8 black queen · h8 black king · a7 black pawn · b7 black pawn · c7 black rook · e7 black knight · f7 black rook · g7 white rook · h7 black pawn · e6 black pawn · b5 black bishop · d5 black pawn · e5 white pawn · f5 black pawn · d4 white pawn · f4 white knight · c3 white bishop · e3 white pawn · h3 white pawn · a2 white pawn · b2 white pawn · f2 white queen · h2 white king · b1 white bishop · g1 white rook | e8 black queen · h8 black king · a7 black pawn · b7 black pawn · c7 black rook · e7 black knight · f7 black rook · g7 white rook · h7 black pawn · e6 black pawn · b5 black bishop · d5 black pawn · e5 white pawn · f5 black pawn · d4 white pawn · f4 white knight · c3 white bishop · e3 white pawn · h3 white pawn · a2 white pawn · b2 white pawn · f2 white queen · h2 white king · b1 white bishop · g1 white rook | e8 black queen · h8 black king · a7 black pawn · b7 black pawn · c7 black rook · e7 black knight · f7 black rook · g7 white rook · h7 black pawn · e6 black pawn · b5 black bishop · d5 black pawn · e5 white pawn · f5 black pawn · d4 white pawn · f4 white knight · c3 white bishop · e3 white pawn · h3 white pawn · a2 white pawn · b2 white pawn · f2 white queen · h2 white king · b1 white bishop · g1 white rook | e8 black queen · h8 black king · a7 black pawn · b7 black pawn · c7 black rook · e7 black knight · f7 black rook · g7 white rook · h7 black pawn · e6 black pawn · b5 black bishop · d5 black pawn · e5 white pawn · f5 black pawn · d4 white pawn · f4 white knight · c3 white bishop · e3 white pawn · h3 white pawn · a2 white pawn · b2 white pawn · f2 white queen · h2 white king · b1 white bishop · g1 white rook | e8 black queen · h8 black king · a7 black pawn · b7 black pawn · c7 black rook · e7 black knight · f7 black rook · g7 white rook · h7 black pawn · e6 black pawn · b5 black bishop · d5 black pawn · e5 white pawn · f5 black pawn · d4 white pawn · f4 white knight · c3 white bishop · e3 white pawn · h3 white pawn · a2 white pawn · b2 white pawn · f2 white queen · h2 white king · b1 white bishop · g1 white rook | e8 black queen · h8 black king · a7 black pawn · b7 black pawn · c7 black rook · e7 black knight · f7 black rook · g7 white rook · h7 black pawn · e6 black pawn · b5 black bishop · d5 black pawn · e5 white pawn · f5 black pawn · d4 white pawn · f4 white knight · c3 white bishop · e3 white pawn · h3 white pawn · a2 white pawn · b2 white pawn · f2 white queen · h2 white king · b1 white bishop · g1 white rook | e8 black queen · h8 black king · a7 black pawn · b7 black pawn · c7 black rook · e7 black knight · f7 black rook · g7 white rook · h7 black pawn · e6 black pawn · b5 black bishop · d5 black pawn · e5 white pawn · f5 black pawn · d4 white pawn · f4 white knight · c3 white bishop · e3 white pawn · h3 white pawn · a2 white pawn · b2 white pawn · f2 white queen · h2 white king · b1 white bishop · g1 white rook | 2 |
| 1 | e8 black queen · h8 black king · a7 black pawn · b7 black pawn · c7 black rook · e7 black knight · f7 black rook · g7 white rook · h7 black pawn · e6 black pawn · b5 black bishop · d5 black pawn · e5 white pawn · f5 black pawn · d4 white pawn · f4 white knight · c3 white bishop · e3 white pawn · h3 white pawn · a2 white pawn · b2 white pawn · f2 white queen · h2 white king · b1 white bishop · g1 white rook | e8 black queen · h8 black king · a7 black pawn · b7 black pawn · c7 black rook · e7 black knight · f7 black rook · g7 white rook · h7 black pawn · e6 black pawn · b5 black bishop · d5 black pawn · e5 white pawn · f5 black pawn · d4 white pawn · f4 white knight · c3 white bishop · e3 white pawn · h3 white pawn · a2 white pawn · b2 white pawn · f2 white queen · h2 white king · b1 white bishop · g1 white rook | e8 black queen · h8 black king · a7 black pawn · b7 black pawn · c7 black rook · e7 black knight · f7 black rook · g7 white rook · h7 black pawn · e6 black pawn · b5 black bishop · d5 black pawn · e5 white pawn · f5 black pawn · d4 white pawn · f4 white knight · c3 white bishop · e3 white pawn · h3 white pawn · a2 white pawn · b2 white pawn · f2 white queen · h2 white king · b1 white bishop · g1 white rook | e8 black queen · h8 black king · a7 black pawn · b7 black pawn · c7 black rook · e7 black knight · f7 black rook · g7 white rook · h7 black pawn · e6 black pawn · b5 black bishop · d5 black pawn · e5 white pawn · f5 black pawn · d4 white pawn · f4 white knight · c3 white bishop · e3 white pawn · h3 white pawn · a2 white pawn · b2 white pawn · f2 white queen · h2 white king · b1 white bishop · g1 white rook | e8 black queen · h8 black king · a7 black pawn · b7 black pawn · c7 black rook · e7 black knight · f7 black rook · g7 white rook · h7 black pawn · e6 black pawn · b5 black bishop · d5 black pawn · e5 white pawn · f5 black pawn · d4 white pawn · f4 white knight · c3 white bishop · e3 white pawn · h3 white pawn · a2 white pawn · b2 white pawn · f2 white queen · h2 white king · b1 white bishop · g1 white rook | e8 black queen · h8 black king · a7 black pawn · b7 black pawn · c7 black rook · e7 black knight · f7 black rook · g7 white rook · h7 black pawn · e6 black pawn · b5 black bishop · d5 black pawn · e5 white pawn · f5 black pawn · d4 white pawn · f4 white knight · c3 white bishop · e3 white pawn · h3 white pawn · a2 white pawn · b2 white pawn · f2 white queen · h2 white king · b1 white bishop · g1 white rook | e8 black queen · h8 black king · a7 black pawn · b7 black pawn · c7 black rook · e7 black knight · f7 black rook · g7 white rook · h7 black pawn · e6 black pawn · b5 black bishop · d5 black pawn · e5 white pawn · f5 black pawn · d4 white pawn · f4 white knight · c3 white bishop · e3 white pawn · h3 white pawn · a2 white pawn · b2 white pawn · f2 white queen · h2 white king · b1 white bishop · g1 white rook | e8 black queen · h8 black king · a7 black pawn · b7 black pawn · c7 black rook · e7 black knight · f7 black rook · g7 white rook · h7 black pawn · e6 black pawn · b5 black bishop · d5 black pawn · e5 white pawn · f5 black pawn · d4 white pawn · f4 white knight · c3 white bishop · e3 white pawn · h3 white pawn · a2 white pawn · b2 white pawn · f2 white queen · h2 white king · b1 white bishop · g1 white rook | 1 |
|   | a | b | c | d | e | f | g | h |   |

Словенска одбрана, D10
1.d4 d5 2.c4 c6 3.♘c3 ♘f6 4.e3 ♗f5 5.cxd5 cxd5 6.♕b3 ♗c8 7.♘f3 ♘c6 8.♘e5 e6 9.♗b5 ♕c7 10.♗d2 ♗d6 11.f4 0–0 12.♖c1 ♗xe5 13.fxe5 ♘e8 14.0–0 f6 15.♗d3 ♖f7 16.♕c2 f5 17.♘e2 ♗d7 18.♖f2 ♖c8 19.♗c3 ♕b6 20.♕d2 ♘e7 21.♖cf1 ♗b5 22.♗b1 ♕a6 23.g4 g6 24.h3 ♖c7 25.♖e1 ♘g7 26.♘f4 ♘c8 27.gxf5 gxf5 28.♖g2 ♔h8 29.♔h2 ♕c6 30.♖eg1 ♘e7 31.♕f2 ♕e8 32.♖xg7! 1–0

### Партија 6, Штајниц - Цукерторт, 1-0
Шпанска партија, Берлинска одбрана, C67
1.e4 e5 2.♘f3 ♘c6 3.♗b5 ♘f6 4.0–0 ♘xe4 5.♖e1 ♘d6 6.♘xe5 ♘xe5 7.♖xe5+ ♗e7 8.♘c3 0–0 9.♗d3 ♗f6 10.♖e3 g6 11.b3 ♖e8 12.♕f3 ♗g5 13.♖xe8+ ♘xe8 14.♗b2 c6 15.♘e4 ♗e7 16.♕e3 d5 17.♕d4 f6 18.♘g3 ♗e6 19.♖e1 ♘g7 20.h4 ♕d7 21.h5 ♗f7 22.hxg6 ♗xg6 23.♕e3 ♔f7 24.♕f4 ♖e8 25.♖e3 ♘e6 26.♕g4 ♘f8 27.♘f5 ♗c5 28.♘h6+ ♔g7 29.♘f5+ ♔f7 30.♘h6+ ♔g7 31.♘f5+ ♔f7 32.♘h6+ ♔g7 33.♘f5+ ♔f7 34.♘h6+ ♔g7 35.♗xg6 ♕xg4 36.♘xg4 ♖xe3 37.fxe3 ♔xg6 38.♘xf6 ♗b4 39.d3 ♘e6 40.♔f2 h5 41.g4 h4 42.♘h5 ♗d6 43.♔g2 c5 44.♗f6 ♘g5 45.♗xg5 ♔xg5 46.♔h3 ♗e5 47.♘f4 d4 48.♘e6+ ♔f6 49.exd4 cxd4 50.♘c5 ♔g5 51.♘xb7 ♔f4 52.♘a5 ♗f6 53.♘c6 ♔e3 54.♘xa7 ♔d2 55.♘c6 ♔xc2 56.a4 ♔xd3 57.♘b4+ ♔e2 58.a5 ♗e7 59.♘d5 ♔f3 60.♘xe7 d3 61.♘d5 1–0

### Партија 7, Цукерторт - Штајниц, 0-1
Одбијен дамин гамбит, Полу-Тарашева одбрана, D40
1.d4 d5 2.c4 e6 3.♘c3 ♘f6 4.e3 c5 5.♘f3 ♘c6 6.a3 dxc4 7.♗xc4 cxd4 8.exd4 ♗e7 9.0–0 0–0 10.♗e3 ♗d7 11.♕d3 ♖c8 12.♖ac1 ♕a5 13.♗a2 ♖fd8 14.♖fe1 ♗e8 15.♗b1 g6 16.♕e2 ♗f8 17.♖ed1 ♗g7 18.♗a2 ♘e7 19.♕d2 ♕a6 20.♗g5 ♘f5 21.g4 ♘xd4 22.♘xd4 e5 23.♘d5 ♖xc1 24.♕xc1 exd4 25.♖xd4 ♘xd5 26.♖xd5 ♖xd5 27.♗xd5 ♕e2 28.h3 h6 29.♗c4 ♕f3 30.♕e3 ♕d1+ 31.♔h2 ♗c6 32.♗e7 ♗e5+ 33.f4 ♗xf4+ 34.♕xf4 ♕h1+ 35.♔g3 ♕g1+ 0–1

### Партија 8, Штајниц - Цукерторт, ½–½
Шпанска партија, Берлинска одбрана, C67
1.e4 e5 2.♘f3 ♘c6 3.♗b5 ♘f6 4.0–0 ♘xe4 5.♖e1 ♘d6 6.♘xe5 ♗e7 7.♗d3 0–0 8.♕h5 f5 9.♘c3 ♘xe5 10.♖xe5 g6 11.♕f3 c6 12.b3 ♘f7 13.♖e2 d5 14.♗b2 ♗f6 15.♖ae1 ♕d6 16.♖e8 ♗d7 17.♖xa8 ♖xa8 18.♘d1 ♘g5 19.♕e2 ♖e8 20.♕f1 ♗xb2 21.♖xe8+ ♗xe8 22.♘xb2 ½–½

### Партија 9, Цукерторт - Штајниц, 0-1
|   | a | b | c | d | e | f | g | h |   |
| 8 | c8 black rook · a7 black pawn · b7 black pawn · g7 black pawn · h7 black king · e6 white rook · h6 black pawn · f5 black pawn · d4 white pawn · e4 black bishop · f4 black queen · c3 white queen · a2 white pawn · d2 white rook · f2 white pawn · g2 white pawn · h2 white pawn · b1 black rook · d1 white knight · g1 white king | c8 black rook · a7 black pawn · b7 black pawn · g7 black pawn · h7 black king · e6 white rook · h6 black pawn · f5 black pawn · d4 white pawn · e4 black bishop · f4 black queen · c3 white queen · a2 white pawn · d2 white rook · f2 white pawn · g2 white pawn · h2 white pawn · b1 black rook · d1 white knight · g1 white king | c8 black rook · a7 black pawn · b7 black pawn · g7 black pawn · h7 black king · e6 white rook · h6 black pawn · f5 black pawn · d4 white pawn · e4 black bishop · f4 black queen · c3 white queen · a2 white pawn · d2 white rook · f2 white pawn · g2 white pawn · h2 white pawn · b1 black rook · d1 white knight · g1 white king | c8 black rook · a7 black pawn · b7 black pawn · g7 black pawn · h7 black king · e6 white rook · h6 black pawn · f5 black pawn · d4 white pawn · e4 black bishop · f4 black queen · c3 white queen · a2 white pawn · d2 white rook · f2 white pawn · g2 white pawn · h2 white pawn · b1 black rook · d1 white knight · g1 white king | c8 black rook · a7 black pawn · b7 black pawn · g7 black pawn · h7 black king · e6 white rook · h6 black pawn · f5 black pawn · d4 white pawn · e4 black bishop · f4 black queen · c3 white queen · a2 white pawn · d2 white rook · f2 white pawn · g2 white pawn · h2 white pawn · b1 black rook · d1 white knight · g1 white king | c8 black rook · a7 black pawn · b7 black pawn · g7 black pawn · h7 black king · e6 white rook · h6 black pawn · f5 black pawn · d4 white pawn · e4 black bishop · f4 black queen · c3 white queen · a2 white pawn · d2 white rook · f2 white pawn · g2 white pawn · h2 white pawn · b1 black rook · d1 white knight · g1 white king | c8 black rook · a7 black pawn · b7 black pawn · g7 black pawn · h7 black king · e6 white rook · h6 black pawn · f5 black pawn · d4 white pawn · e4 black bishop · f4 black queen · c3 white queen · a2 white pawn · d2 white rook · f2 white pawn · g2 white pawn · h2 white pawn · b1 black rook · d1 white knight · g1 white king | c8 black rook · a7 black pawn · b7 black pawn · g7 black pawn · h7 black king · e6 white rook · h6 black pawn · f5 black pawn · d4 white pawn · e4 black bishop · f4 black queen · c3 white queen · a2 white pawn · d2 white rook · f2 white pawn · g2 white pawn · h2 white pawn · b1 black rook · d1 white knight · g1 white king | 8 |
| 7 | c8 black rook · a7 black pawn · b7 black pawn · g7 black pawn · h7 black king · e6 white rook · h6 black pawn · f5 black pawn · d4 white pawn · e4 black bishop · f4 black queen · c3 white queen · a2 white pawn · d2 white rook · f2 white pawn · g2 white pawn · h2 white pawn · b1 black rook · d1 white knight · g1 white king | c8 black rook · a7 black pawn · b7 black pawn · g7 black pawn · h7 black king · e6 white rook · h6 black pawn · f5 black pawn · d4 white pawn · e4 black bishop · f4 black queen · c3 white queen · a2 white pawn · d2 white rook · f2 white pawn · g2 white pawn · h2 white pawn · b1 black rook · d1 white knight · g1 white king | c8 black rook · a7 black pawn · b7 black pawn · g7 black pawn · h7 black king · e6 white rook · h6 black pawn · f5 black pawn · d4 white pawn · e4 black bishop · f4 black queen · c3 white queen · a2 white pawn · d2 white rook · f2 white pawn · g2 white pawn · h2 white pawn · b1 black rook · d1 white knight · g1 white king | c8 black rook · a7 black pawn · b7 black pawn · g7 black pawn · h7 black king · e6 white rook · h6 black pawn · f5 black pawn · d4 white pawn · e4 black bishop · f4 black queen · c3 white queen · a2 white pawn · d2 white rook · f2 white pawn · g2 white pawn · h2 white pawn · b1 black rook · d1 white knight · g1 white king | c8 black rook · a7 black pawn · b7 black pawn · g7 black pawn · h7 black king · e6 white rook · h6 black pawn · f5 black pawn · d4 white pawn · e4 black bishop · f4 black queen · c3 white queen · a2 white pawn · d2 white rook · f2 white pawn · g2 white pawn · h2 white pawn · b1 black rook · d1 white knight · g1 white king | c8 black rook · a7 black pawn · b7 black pawn · g7 black pawn · h7 black king · e6 white rook · h6 black pawn · f5 black pawn · d4 white pawn · e4 black bishop · f4 black queen · c3 white queen · a2 white pawn · d2 white rook · f2 white pawn · g2 white pawn · h2 white pawn · b1 black rook · d1 white knight · g1 white king | c8 black rook · a7 black pawn · b7 black pawn · g7 black pawn · h7 black king · e6 white rook · h6 black pawn · f5 black pawn · d4 white pawn · e4 black bishop · f4 black queen · c3 white queen · a2 white pawn · d2 white rook · f2 white pawn · g2 white pawn · h2 white pawn · b1 black rook · d1 white knight · g1 white king | c8 black rook · a7 black pawn · b7 black pawn · g7 black pawn · h7 black king · e6 white rook · h6 black pawn · f5 black pawn · d4 white pawn · e4 black bishop · f4 black queen · c3 white queen · a2 white pawn · d2 white rook · f2 white pawn · g2 white pawn · h2 white pawn · b1 black rook · d1 white knight · g1 white king | 7 |
| 6 | c8 black rook · a7 black pawn · b7 black pawn · g7 black pawn · h7 black king · e6 white rook · h6 black pawn · f5 black pawn · d4 white pawn · e4 black bishop · f4 black queen · c3 white queen · a2 white pawn · d2 white rook · f2 white pawn · g2 white pawn · h2 white pawn · b1 black rook · d1 white knight · g1 white king | c8 black rook · a7 black pawn · b7 black pawn · g7 black pawn · h7 black king · e6 white rook · h6 black pawn · f5 black pawn · d4 white pawn · e4 black bishop · f4 black queen · c3 white queen · a2 white pawn · d2 white rook · f2 white pawn · g2 white pawn · h2 white pawn · b1 black rook · d1 white knight · g1 white king | c8 black rook · a7 black pawn · b7 black pawn · g7 black pawn · h7 black king · e6 white rook · h6 black pawn · f5 black pawn · d4 white pawn · e4 black bishop · f4 black queen · c3 white queen · a2 white pawn · d2 white rook · f2 white pawn · g2 white pawn · h2 white pawn · b1 black rook · d1 white knight · g1 white king | c8 black rook · a7 black pawn · b7 black pawn · g7 black pawn · h7 black king · e6 white rook · h6 black pawn · f5 black pawn · d4 white pawn · e4 black bishop · f4 black queen · c3 white queen · a2 white pawn · d2 white rook · f2 white pawn · g2 white pawn · h2 white pawn · b1 black rook · d1 white knight · g1 white king | c8 black rook · a7 black pawn · b7 black pawn · g7 black pawn · h7 black king · e6 white rook · h6 black pawn · f5 black pawn · d4 white pawn · e4 black bishop · f4 black queen · c3 white queen · a2 white pawn · d2 white rook · f2 white pawn · g2 white pawn · h2 white pawn · b1 black rook · d1 white knight · g1 white king | c8 black rook · a7 black pawn · b7 black pawn · g7 black pawn · h7 black king · e6 white rook · h6 black pawn · f5 black pawn · d4 white pawn · e4 black bishop · f4 black queen · c3 white queen · a2 white pawn · d2 white rook · f2 white pawn · g2 white pawn · h2 white pawn · b1 black rook · d1 white knight · g1 white king | c8 black rook · a7 black pawn · b7 black pawn · g7 black pawn · h7 black king · e6 white rook · h6 black pawn · f5 black pawn · d4 white pawn · e4 black bishop · f4 black queen · c3 white queen · a2 white pawn · d2 white rook · f2 white pawn · g2 white pawn · h2 white pawn · b1 black rook · d1 white knight · g1 white king | c8 black rook · a7 black pawn · b7 black pawn · g7 black pawn · h7 black king · e6 white rook · h6 black pawn · f5 black pawn · d4 white pawn · e4 black bishop · f4 black queen · c3 white queen · a2 white pawn · d2 white rook · f2 white pawn · g2 white pawn · h2 white pawn · b1 black rook · d1 white knight · g1 white king | 6 |
| 5 | c8 black rook · a7 black pawn · b7 black pawn · g7 black pawn · h7 black king · e6 white rook · h6 black pawn · f5 black pawn · d4 white pawn · e4 black bishop · f4 black queen · c3 white queen · a2 white pawn · d2 white rook · f2 white pawn · g2 white pawn · h2 white pawn · b1 black rook · d1 white knight · g1 white king | c8 black rook · a7 black pawn · b7 black pawn · g7 black pawn · h7 black king · e6 white rook · h6 black pawn · f5 black pawn · d4 white pawn · e4 black bishop · f4 black queen · c3 white queen · a2 white pawn · d2 white rook · f2 white pawn · g2 white pawn · h2 white pawn · b1 black rook · d1 white knight · g1 white king | c8 black rook · a7 black pawn · b7 black pawn · g7 black pawn · h7 black king · e6 white rook · h6 black pawn · f5 black pawn · d4 white pawn · e4 black bishop · f4 black queen · c3 white queen · a2 white pawn · d2 white rook · f2 white pawn · g2 white pawn · h2 white pawn · b1 black rook · d1 white knight · g1 white king | c8 black rook · a7 black pawn · b7 black pawn · g7 black pawn · h7 black king · e6 white rook · h6 black pawn · f5 black pawn · d4 white pawn · e4 black bishop · f4 black queen · c3 white queen · a2 white pawn · d2 white rook · f2 white pawn · g2 white pawn · h2 white pawn · b1 black rook · d1 white knight · g1 white king | c8 black rook · a7 black pawn · b7 black pawn · g7 black pawn · h7 black king · e6 white rook · h6 black pawn · f5 black pawn · d4 white pawn · e4 black bishop · f4 black queen · c3 white queen · a2 white pawn · d2 white rook · f2 white pawn · g2 white pawn · h2 white pawn · b1 black rook · d1 white knight · g1 white king | c8 black rook · a7 black pawn · b7 black pawn · g7 black pawn · h7 black king · e6 white rook · h6 black pawn · f5 black pawn · d4 white pawn · e4 black bishop · f4 black queen · c3 white queen · a2 white pawn · d2 white rook · f2 white pawn · g2 white pawn · h2 white pawn · b1 black rook · d1 white knight · g1 white king | c8 black rook · a7 black pawn · b7 black pawn · g7 black pawn · h7 black king · e6 white rook · h6 black pawn · f5 black pawn · d4 white pawn · e4 black bishop · f4 black queen · c3 white queen · a2 white pawn · d2 white rook · f2 white pawn · g2 white pawn · h2 white pawn · b1 black rook · d1 white knight · g1 white king | c8 black rook · a7 black pawn · b7 black pawn · g7 black pawn · h7 black king · e6 white rook · h6 black pawn · f5 black pawn · d4 white pawn · e4 black bishop · f4 black queen · c3 white queen · a2 white pawn · d2 white rook · f2 white pawn · g2 white pawn · h2 white pawn · b1 black rook · d1 white knight · g1 white king | 5 |
| 4 | c8 black rook · a7 black pawn · b7 black pawn · g7 black pawn · h7 black king · e6 white rook · h6 black pawn · f5 black pawn · d4 white pawn · e4 black bishop · f4 black queen · c3 white queen · a2 white pawn · d2 white rook · f2 white pawn · g2 white pawn · h2 white pawn · b1 black rook · d1 white knight · g1 white king | c8 black rook · a7 black pawn · b7 black pawn · g7 black pawn · h7 black king · e6 white rook · h6 black pawn · f5 black pawn · d4 white pawn · e4 black bishop · f4 black queen · c3 white queen · a2 white pawn · d2 white rook · f2 white pawn · g2 white pawn · h2 white pawn · b1 black rook · d1 white knight · g1 white king | c8 black rook · a7 black pawn · b7 black pawn · g7 black pawn · h7 black king · e6 white rook · h6 black pawn · f5 black pawn · d4 white pawn · e4 black bishop · f4 black queen · c3 white queen · a2 white pawn · d2 white rook · f2 white pawn · g2 white pawn · h2 white pawn · b1 black rook · d1 white knight · g1 white king | c8 black rook · a7 black pawn · b7 black pawn · g7 black pawn · h7 black king · e6 white rook · h6 black pawn · f5 black pawn · d4 white pawn · e4 black bishop · f4 black queen · c3 white queen · a2 white pawn · d2 white rook · f2 white pawn · g2 white pawn · h2 white pawn · b1 black rook · d1 white knight · g1 white king | c8 black rook · a7 black pawn · b7 black pawn · g7 black pawn · h7 black king · e6 white rook · h6 black pawn · f5 black pawn · d4 white pawn · e4 black bishop · f4 black queen · c3 white queen · a2 white pawn · d2 white rook · f2 white pawn · g2 white pawn · h2 white pawn · b1 black rook · d1 white knight · g1 white king | c8 black rook · a7 black pawn · b7 black pawn · g7 black pawn · h7 black king · e6 white rook · h6 black pawn · f5 black pawn · d4 white pawn · e4 black bishop · f4 black queen · c3 white queen · a2 white pawn · d2 white rook · f2 white pawn · g2 white pawn · h2 white pawn · b1 black rook · d1 white knight · g1 white king | c8 black rook · a7 black pawn · b7 black pawn · g7 black pawn · h7 black king · e6 white rook · h6 black pawn · f5 black pawn · d4 white pawn · e4 black bishop · f4 black queen · c3 white queen · a2 white pawn · d2 white rook · f2 white pawn · g2 white pawn · h2 white pawn · b1 black rook · d1 white knight · g1 white king | c8 black rook · a7 black pawn · b7 black pawn · g7 black pawn · h7 black king · e6 white rook · h6 black pawn · f5 black pawn · d4 white pawn · e4 black bishop · f4 black queen · c3 white queen · a2 white pawn · d2 white rook · f2 white pawn · g2 white pawn · h2 white pawn · b1 black rook · d1 white knight · g1 white king | 4 |
| 3 | c8 black rook · a7 black pawn · b7 black pawn · g7 black pawn · h7 black king · e6 white rook · h6 black pawn · f5 black pawn · d4 white pawn · e4 black bishop · f4 black queen · c3 white queen · a2 white pawn · d2 white rook · f2 white pawn · g2 white pawn · h2 white pawn · b1 black rook · d1 white knight · g1 white king | c8 black rook · a7 black pawn · b7 black pawn · g7 black pawn · h7 black king · e6 white rook · h6 black pawn · f5 black pawn · d4 white pawn · e4 black bishop · f4 black queen · c3 white queen · a2 white pawn · d2 white rook · f2 white pawn · g2 white pawn · h2 white pawn · b1 black rook · d1 white knight · g1 white king | c8 black rook · a7 black pawn · b7 black pawn · g7 black pawn · h7 black king · e6 white rook · h6 black pawn · f5 black pawn · d4 white pawn · e4 black bishop · f4 black queen · c3 white queen · a2 white pawn · d2 white rook · f2 white pawn · g2 white pawn · h2 white pawn · b1 black rook · d1 white knight · g1 white king | c8 black rook · a7 black pawn · b7 black pawn · g7 black pawn · h7 black king · e6 white rook · h6 black pawn · f5 black pawn · d4 white pawn · e4 black bishop · f4 black queen · c3 white queen · a2 white pawn · d2 white rook · f2 white pawn · g2 white pawn · h2 white pawn · b1 black rook · d1 white knight · g1 white king | c8 black rook · a7 black pawn · b7 black pawn · g7 black pawn · h7 black king · e6 white rook · h6 black pawn · f5 black pawn · d4 white pawn · e4 black bishop · f4 black queen · c3 white queen · a2 white pawn · d2 white rook · f2 white pawn · g2 white pawn · h2 white pawn · b1 black rook · d1 white knight · g1 white king | c8 black rook · a7 black pawn · b7 black pawn · g7 black pawn · h7 black king · e6 white rook · h6 black pawn · f5 black pawn · d4 white pawn · e4 black bishop · f4 black queen · c3 white queen · a2 white pawn · d2 white rook · f2 white pawn · g2 white pawn · h2 white pawn · b1 black rook · d1 white knight · g1 white king | c8 black rook · a7 black pawn · b7 black pawn · g7 black pawn · h7 black king · e6 white rook · h6 black pawn · f5 black pawn · d4 white pawn · e4 black bishop · f4 black queen · c3 white queen · a2 white pawn · d2 white rook · f2 white pawn · g2 white pawn · h2 white pawn · b1 black rook · d1 white knight · g1 white king | c8 black rook · a7 black pawn · b7 black pawn · g7 black pawn · h7 black king · e6 white rook · h6 black pawn · f5 black pawn · d4 white pawn · e4 black bishop · f4 black queen · c3 white queen · a2 white pawn · d2 white rook · f2 white pawn · g2 white pawn · h2 white pawn · b1 black rook · d1 white knight · g1 white king | 3 |
| 2 | c8 black rook · a7 black pawn · b7 black pawn · g7 black pawn · h7 black king · e6 white rook · h6 black pawn · f5 black pawn · d4 white pawn · e4 black bishop · f4 black queen · c3 white queen · a2 white pawn · d2 white rook · f2 white pawn · g2 white pawn · h2 white pawn · b1 black rook · d1 white knight · g1 white king | c8 black rook · a7 black pawn · b7 black pawn · g7 black pawn · h7 black king · e6 white rook · h6 black pawn · f5 black pawn · d4 white pawn · e4 black bishop · f4 black queen · c3 white queen · a2 white pawn · d2 white rook · f2 white pawn · g2 white pawn · h2 white pawn · b1 black rook · d1 white knight · g1 white king | c8 black rook · a7 black pawn · b7 black pawn · g7 black pawn · h7 black king · e6 white rook · h6 black pawn · f5 black pawn · d4 white pawn · e4 black bishop · f4 black queen · c3 white queen · a2 white pawn · d2 white rook · f2 white pawn · g2 white pawn · h2 white pawn · b1 black rook · d1 white knight · g1 white king | c8 black rook · a7 black pawn · b7 black pawn · g7 black pawn · h7 black king · e6 white rook · h6 black pawn · f5 black pawn · d4 white pawn · e4 black bishop · f4 black queen · c3 white queen · a2 white pawn · d2 white rook · f2 white pawn · g2 white pawn · h2 white pawn · b1 black rook · d1 white knight · g1 white king | c8 black rook · a7 black pawn · b7 black pawn · g7 black pawn · h7 black king · e6 white rook · h6 black pawn · f5 black pawn · d4 white pawn · e4 black bishop · f4 black queen · c3 white queen · a2 white pawn · d2 white rook · f2 white pawn · g2 white pawn · h2 white pawn · b1 black rook · d1 white knight · g1 white king | c8 black rook · a7 black pawn · b7 black pawn · g7 black pawn · h7 black king · e6 white rook · h6 black pawn · f5 black pawn · d4 white pawn · e4 black bishop · f4 black queen · c3 white queen · a2 white pawn · d2 white rook · f2 white pawn · g2 white pawn · h2 white pawn · b1 black rook · d1 white knight · g1 white king | c8 black rook · a7 black pawn · b7 black pawn · g7 black pawn · h7 black king · e6 white rook · h6 black pawn · f5 black pawn · d4 white pawn · e4 black bishop · f4 black queen · c3 white queen · a2 white pawn · d2 white rook · f2 white pawn · g2 white pawn · h2 white pawn · b1 black rook · d1 white knight · g1 white king | c8 black rook · a7 black pawn · b7 black pawn · g7 black pawn · h7 black king · e6 white rook · h6 black pawn · f5 black pawn · d4 white pawn · e4 black bishop · f4 black queen · c3 white queen · a2 white pawn · d2 white rook · f2 white pawn · g2 white pawn · h2 white pawn · b1 black rook · d1 white knight · g1 white king | 2 |
| 1 | c8 black rook · a7 black pawn · b7 black pawn · g7 black pawn · h7 black king · e6 white rook · h6 black pawn · f5 black pawn · d4 white pawn · e4 black bishop · f4 black queen · c3 white queen · a2 white pawn · d2 white rook · f2 white pawn · g2 white pawn · h2 white pawn · b1 black rook · d1 white knight · g1 white king | c8 black rook · a7 black pawn · b7 black pawn · g7 black pawn · h7 black king · e6 white rook · h6 black pawn · f5 black pawn · d4 white pawn · e4 black bishop · f4 black queen · c3 white queen · a2 white pawn · d2 white rook · f2 white pawn · g2 white pawn · h2 white pawn · b1 black rook · d1 white knight · g1 white king | c8 black rook · a7 black pawn · b7 black pawn · g7 black pawn · h7 black king · e6 white rook · h6 black pawn · f5 black pawn · d4 white pawn · e4 black bishop · f4 black queen · c3 white queen · a2 white pawn · d2 white rook · f2 white pawn · g2 white pawn · h2 white pawn · b1 black rook · d1 white knight · g1 white king | c8 black rook · a7 black pawn · b7 black pawn · g7 black pawn · h7 black king · e6 white rook · h6 black pawn · f5 black pawn · d4 white pawn · e4 black bishop · f4 black queen · c3 white queen · a2 white pawn · d2 white rook · f2 white pawn · g2 white pawn · h2 white pawn · b1 black rook · d1 white knight · g1 white king | c8 black rook · a7 black pawn · b7 black pawn · g7 black pawn · h7 black king · e6 white rook · h6 black pawn · f5 black pawn · d4 white pawn · e4 black bishop · f4 black queen · c3 white queen · a2 white pawn · d2 white rook · f2 white pawn · g2 white pawn · h2 white pawn · b1 black rook · d1 white knight · g1 white king | c8 black rook · a7 black pawn · b7 black pawn · g7 black pawn · h7 black king · e6 white rook · h6 black pawn · f5 black pawn · d4 white pawn · e4 black bishop · f4 black queen · c3 white queen · a2 white pawn · d2 white rook · f2 white pawn · g2 white pawn · h2 white pawn · b1 black rook · d1 white knight · g1 white king | c8 black rook · a7 black pawn · b7 black pawn · g7 black pawn · h7 black king · e6 white rook · h6 black pawn · f5 black pawn · d4 white pawn · e4 black bishop · f4 black queen · c3 white queen · a2 white pawn · d2 white rook · f2 white pawn · g2 white pawn · h2 white pawn · b1 black rook · d1 white knight · g1 white king | c8 black rook · a7 black pawn · b7 black pawn · g7 black pawn · h7 black king · e6 white rook · h6 black pawn · f5 black pawn · d4 white pawn · e4 black bishop · f4 black queen · c3 white queen · a2 white pawn · d2 white rook · f2 white pawn · g2 white pawn · h2 white pawn · b1 black rook · d1 white knight · g1 white king | 1 |
|   | a | b | c | d | e | f | g | h |   |

Примљен дамин гамбит, D26
1.d4 d5 2.c4 e6 3.♘c3 ♘f6 4.♘f3 dxc4 5.e3 c5 6.♗xc4 cxd4 7.exd4 ♗e7 8.0–0 0–0 9.♕e2 ♘bd7 10.♗b3 ♘b6 11.♗f4 ♘bd5 12.Bg3 ♕a5 13.♖ac1 ♗d7 14.♘e5 ♖fd8 15.♕f3 ♗e8 16.♖fe1 ♖ac8 17.♗h4 ♘xc3 18.bxc3 ♕c7 19.♕d3 ♘d5 20.Bxe7 ♕xe7 21.♗xd5 ♖xd5 22.c4 ♖dd8 23.♖e3 ♕d6 24.♖d1 f6 25.♖h3 h6 26.♘g4 ♕f4 27.♘e3 ♗a4 28.♖f3 ♕d6 29.♖d2 ♗c6 30.♖g3 f5 31.♖g6? ♗e4 32.♕b3 ♔h7 33.c5 ♖xc5 34.♖xe6 ♖c1+ 35.♘d1 ♕f4 36.♕b2 ♖b1 37.♕c3 ♖c8! 38.♖xe4 ♕xe4 0–1

### Партија 10, Штајниц - Цукерторт, ½–½
Шпанска партија, Берлинска одбрана, C67
1.e4 e5 2.♘f3 ♘c6 3.♗b5 ♘f6 4.0–0 ♘xe4 5.♖e1 ♘d6 6.♘xe5 ♗e7 7.♗d3 0–0 8.♘c3 ♘xe5 9.♖xe5 c6 10.b3 ♖e8 11.♗a3 ♗f8 12.♖e3 ♖xe3 13.fxe3 ♘e4 14.♗xf8 ♘xc3 15.♕h5 g6 16.♕e5 ♕xf8 17.♕xc3 ♕g7 18.♕xg7+ ♔xg7 19.e4 d6 20.♖e1 ♗d7 21.♔f2 ♖e8 ½–½

### Партија 11, Цукерторт - Штајниц, 0-1
Игра четири коња, Симетрична варијанта, C49
1.e4 e5 2.♘f3 ♘c6 3.♘c3 ♘f6 4.♗b5 ♗b4 5.0–0 0–0 6.♘d5 ♘xd5 7.exd5 e4 8.dxc6 exf3 9.♕xf3 dxc6 10.♗d3 ♗d6 11.b3 ♕g5 12.♗b2 ♕xd2 13.♗c1 ♕a5 14.♗f4 ♗e6 15.♖ae1 ♖fe8 16.♖e3 ♗d5 17.♗xh7+ ♔xh7 18.♕h5+ ♔g8 19.♖h3 f6 20.♕h7+? ♔f7 21.♕h5+ ♔f8 22.♕h8+ ♔f7 23.♕h5+ ♔f8 24.♕h8+ ♔f7 25.♕h5+ ♔f8 26.♕h8+ ♔f7 27.♕h5+ ♔f8 28.♕h8+ ♔f7 29.♕h5+ ♔f8 30.♕h8+ ♔f7 31.♕h5+ ♔e7 32.♖e3+ ♔f8 33.♕h8+ ♗g8 34.♗h6 ♖e7 35.♖xe7 ♔xe7 36.♗xg7 ♕f5 37.♖e1+ ♔f7 38.♗h6 ♕h7 39.♕xh7+ ♗xh7 40.c4 a5 41.♗e3 c5 42.♖d1 a4 0–1

### Партија 12, Штајниц - Цукерторт, 1-0
Шпанска партија, Берлинска одбрана, C67
1.e4 e5 2.♘f3 ♘c6 3.♗b5 ♘f6 4.0–0 ♘xe4 5.♖e1 ♘d6 6.♘xe5 ♗e7 7.♗xc6 dxc6 8.♕e2 ♗e6 9.d3 ♘f5 10.♘d2 0–0 11.c3 ♖e8 12.♘e4 ♕d5 13.♗f4 ♖ad8 14.d4 ♘d6 15.♘c5 ♗c8 16.♘cd3 f6 17.♘b4 ♕b5 18.♕xb5 ♘xb5 19.♘ed3 ♗f5 20.a4 ♘d6 21.a5 ♘b5 22.a6 ♗xd3 23.♘xd3 b6 24.♖e3 ♔f7 25.♖ae1 ♖d7 26.♘b4 g5 27.♗g3 f5 28.f4 c5 29.♘c6 cxd4 30.cxd4 ♔f8 31.♖e5 ♘xd4 32.♘xd4 ♖xd4 33.♖xf5+ ♔g7 34.fxg5 ♗c5 35.♖xc5 ♖xe1+ 36.♗xe1 bxc5 37.♗c3 ♔g6 38.♗xd4 cxd4 39.h4 ♔f5 40.♔f2 ♔e4 41.♔e2 c5 42.b3 ♔e5 43.♔d3 ♔f4 44.b4 1–0

### Партија 13, Цукерторт - Штајниц, 1-0
Одбијен дамин гамбит, Варијанта измене, D35
1.d4 d5 2.c4 e6 3.♘c3 ♘f6 4.♗f4 c5 5.e3 cxd4 6.exd4 dxc4 7.♗xc4 ♘c6 8.♘f3 ♗e7 9.0–0 0–0 10.♖e1 ♗d7 11.♕e2 ♕a5 12.♘b5 a6 13.♗c7 b6 14.♘c3 ♖fc8 15.♗f4 b5 16.♗b3 ♕b6 17.♖ed1 ♘a5 18.♗c2 ♘c4 19.♗d3 ♘d6 20.♘e5 ♗e8 21.♗g5 ♕d8 22.♕f3 ♖a7 23.♕h3 h6 24.♗e3 ♖ac7 25.d5 b4 26.♘e2 ♘xd5 27.♗xa6 ♖a8 28.♗d3 ♗f6 29.♗d4 ♘b5 30.♘f3 ♘xd4 31.♘fxd4 ♖a5 32.♕f3 Ba4 33.♖e1 ♘e7 34.♕e4 g6 35.b3 ♗e8 36.♗c4 ♘f5 37.♘xe6 fxe6 38.♗xe6+ ♔g7 39.♖ad1 ♕e7 40.♘f4 ♖e5 41.♕b1 ♖xe1+? 42.♖xe1 ♗c3 43.♘d5 ♕c5 44.♘xc7 ♕xc7 45.♖d1 ♘d4 46.♗c4 ♗c6 47.♕d3 ♗a8 48.♕e3 ♕d6 49.a3 ♗c6 50.axb4 ♕f6 51.♔f1 ♘b5 52.♕e6 ♕xe6 53.♗xe6 ♗xb4 54.♗d7 ♘c3 55.♖d4 ♗xd7 56.♖xd7+ ♔f6 57.♖d4 ♗e7 58.b4 ♔e5 59.♖c4 ♘b5 60.♖c6 ♗ d6 61.♖b6 ♘d4 62.♖b7 g5 63.b5 ♔d5 64.b6 ♔c6 65.♖h7 ♔xb6 66.♖xh6 ♔c7 67.h4! gxh4 68.♖xh4 ♘f5 69.♖h7+ ♔d8 70.g4 ♘e7 71.♔g2 ♔e8 72.♔f3 ♗c5 73.♖h5 ♗d4 74.♔g3 ♔f7 75.f4 ♗c3 76.♖b5 ♗e1+ 77.♔f3 ♗c3 78.g5 ♗a1 79.♔g4 ♗c3 80.f5 ♗d4 81.♖b7 ♗c3 82.♔h5 ♗d4 83.♔h6 ♗g7+ 84.♔h7 ♗e5 85.g6+ ♔f8 86.♖xe7 1–0

### Партија 14, Штајниц - Цукерторт, ½–½
Шпанска партија, Берлинска одбрана, C67
1.e4 e5 2.♘f3 ♘c6 3.♗b5 ♘f6 4.0–0 ♘xe4 5.♖e1 ♘d6 6.♘xe5 ♗e7 7.♗d3 0–0 8.♘c3 ♘xe5 9.♖xe5 c6 10.b3 ♘e8 11.♗b2 d5 12.♕f3 ♗f6 13.♖e2 ♘c7 14.♗a3 ♖e8 15.♖ae1 ♘e6 16.♘a4 ♗d7 17.♘c5 ♘xc5 18.♖xe8+ ♗xe8 19.♗xc5 b6 20.♗a3 ♗d7 21.♕g3 c5 22.c3 ♗e6 23.♗b2 ♕d7 24.♗c2 ♖e8 25.h3 b5 26.d4 cxd4 27.cxd4 ♖c8 28.♗d3 ♗f5 29.♗xf5 ♕xf5 30.♕g4 ♕xg4 31.hxg4 a6 32.♖e3 b4 33.g3 a5 34.♔f1 a4 35.bxa4 ♖a8 36.♖e1 ♖xa4 37.♖a1 ♔f8 38.♔e2 ♔e7 39.♔d3 ♖a6 40.a3 bxa3 41.♖xa3 ♖xa3+ 42.♗xa3+ ♔d7 43.♗f8 ♔e8 44.♗d6 g6 45.♗e5 ♗d8 46.♗g7 h5 47.gxh5 gxh5 48.♗e5 ♔d7 ½–½

### Партија 15, Цукерторт - Штајниц, ½–½
Одбијен дамин гамбит, Холандск-Перуански Гамбит, D50
1.d4 d5 2.c4 e6 3.♘c3 ♘f6 4.♗g5 c5 5.cxd5 exd5 6.♗xf6 gxf6 7.e3 ♗e6 8.♕b3 ♕d7 9.♗b5 ♘c6 10.e4 0–0–0 11.exd5 ♗xd5 12.♘xd5 ♕xd5 13.♕xd5 ♖xd5 14.♗xc6 bxc6 15.dxc5 ♗xc5 16.♘f3 ♖e8+ 17.♔f1 ♗b6 18.g3 ♖f5 19.♔g2 ♖e2 20.♖hf1 ♖xb2 21.a4 ♖c5 22.♘g1 ♖h5 23.♖a3 ♔b7 24.♘h3 ♗d4 25.♖e1 ♖e5 26.♖d1 c5 27.♖f3 ♖ee2 28.♖f1 ♖b6 29.♘f4 ♖a2 30.♘d5 ♖e6 31.♘f4 ♖d6 32.♖b1+ ♔c6 33.♖b8 ♖xa4 34.♖h8 ♖a2 35.♖xh7 a5 36.♖xf7 a4 37.h4 ♖d7 38.♖xd7 ♔xd7 39.h5 ♔e7 40.h6 ♔f7 41.h7 ♔g7 42.♘e6+ ♔xh7 43.♘xd4 cxd4 44.♖d3 ♖b2 45.♖xd4 a3 46.♖a4 a2 47.g4 ♔g6 48.♔g3 ♔f7 49.f4 ½–½

### Партија 16, Штајниц - Цукерторт, 1-0
Шпанска партија, Берлинска одбрана, C65
1.e4 e5 2.♘f3 ♘c6 3.♗b5 ♘f6 4.d3 d6 5.c3 g6 6.d4 ♗d7 7.♘bd2 ♗g7 8.dxe5 ♘xe5 9.♘xe5 dxe5 10.♕e2 0–0 11.♗d3 ♕e7 12.f3 ♗c6 13.♘b3 a5 14.♗e3 ♘d7 15.h4 a4 16.♘d2 h6 17.h5 g5 18.♘f1 ♘c5 19.♗c2 ♖fd8 20.♘g3 ♗d7 21.0–0–0 c6 22.♖d2 ♗e6 23.♘f5 ♗xf5 24.exf5 ♖xd2 25.♕xd2 ♘d7 26.g4 ♘f6 27.♗e4 ♖d8 28.♕c2 ♘d5 29.♗f2 b5 30.a3 ♗f8 31.♖d1 ♕b7 32.c4 bxc4 33.♕xc4 ♖b8 34.♖d2 ♘b6 35.♕c3 ♘d5 36.♕c4 ♘b6 37.♕d3 ♗e7 38.♖c2 ♘d5 39.♕c4 ♗xa3 40.bxa3 ♕b1+ 41.♔d2 ♖d8 42.♗xd5 ♖xd5+ 43.♔e3 ♖b5 44.♕xc6 ♖b3+ 45.♔e2 ♔h7 46.f6 ♖b2 47.♖xb2 ♕xb2+ 48.♔f1 ♕xa3 49.♕e8 1–0

### Партија 17, Цукерторт - Штајниц, ½–½
|   | a | b | c | d | e | f | g | h |   |
| 8 | b8 black rook · d8 black queen · e8 black rook · g8 black king · e7 black bishop · f7 black pawn · h7 black pawn · e6 black bishop · a5 black pawn · c5 white pawn · f5 black pawn · a4 white knight · d4 black knight · e4 black pawn · a3 white pawn · d3 black pawn · e3 white pawn · f3 white pawn · g3 white pawn · d2 white knight · g2 white bishop · h2 white pawn · a1 white rook · c1 white queen · f1 white rook · g1 white king | b8 black rook · d8 black queen · e8 black rook · g8 black king · e7 black bishop · f7 black pawn · h7 black pawn · e6 black bishop · a5 black pawn · c5 white pawn · f5 black pawn · a4 white knight · d4 black knight · e4 black pawn · a3 white pawn · d3 black pawn · e3 white pawn · f3 white pawn · g3 white pawn · d2 white knight · g2 white bishop · h2 white pawn · a1 white rook · c1 white queen · f1 white rook · g1 white king | b8 black rook · d8 black queen · e8 black rook · g8 black king · e7 black bishop · f7 black pawn · h7 black pawn · e6 black bishop · a5 black pawn · c5 white pawn · f5 black pawn · a4 white knight · d4 black knight · e4 black pawn · a3 white pawn · d3 black pawn · e3 white pawn · f3 white pawn · g3 white pawn · d2 white knight · g2 white bishop · h2 white pawn · a1 white rook · c1 white queen · f1 white rook · g1 white king | b8 black rook · d8 black queen · e8 black rook · g8 black king · e7 black bishop · f7 black pawn · h7 black pawn · e6 black bishop · a5 black pawn · c5 white pawn · f5 black pawn · a4 white knight · d4 black knight · e4 black pawn · a3 white pawn · d3 black pawn · e3 white pawn · f3 white pawn · g3 white pawn · d2 white knight · g2 white bishop · h2 white pawn · a1 white rook · c1 white queen · f1 white rook · g1 white king | b8 black rook · d8 black queen · e8 black rook · g8 black king · e7 black bishop · f7 black pawn · h7 black pawn · e6 black bishop · a5 black pawn · c5 white pawn · f5 black pawn · a4 white knight · d4 black knight · e4 black pawn · a3 white pawn · d3 black pawn · e3 white pawn · f3 white pawn · g3 white pawn · d2 white knight · g2 white bishop · h2 white pawn · a1 white rook · c1 white queen · f1 white rook · g1 white king | b8 black rook · d8 black queen · e8 black rook · g8 black king · e7 black bishop · f7 black pawn · h7 black pawn · e6 black bishop · a5 black pawn · c5 white pawn · f5 black pawn · a4 white knight · d4 black knight · e4 black pawn · a3 white pawn · d3 black pawn · e3 white pawn · f3 white pawn · g3 white pawn · d2 white knight · g2 white bishop · h2 white pawn · a1 white rook · c1 white queen · f1 white rook · g1 white king | b8 black rook · d8 black queen · e8 black rook · g8 black king · e7 black bishop · f7 black pawn · h7 black pawn · e6 black bishop · a5 black pawn · c5 white pawn · f5 black pawn · a4 white knight · d4 black knight · e4 black pawn · a3 white pawn · d3 black pawn · e3 white pawn · f3 white pawn · g3 white pawn · d2 white knight · g2 white bishop · h2 white pawn · a1 white rook · c1 white queen · f1 white rook · g1 white king | b8 black rook · d8 black queen · e8 black rook · g8 black king · e7 black bishop · f7 black pawn · h7 black pawn · e6 black bishop · a5 black pawn · c5 white pawn · f5 black pawn · a4 white knight · d4 black knight · e4 black pawn · a3 white pawn · d3 black pawn · e3 white pawn · f3 white pawn · g3 white pawn · d2 white knight · g2 white bishop · h2 white pawn · a1 white rook · c1 white queen · f1 white rook · g1 white king | 8 |
| 7 | b8 black rook · d8 black queen · e8 black rook · g8 black king · e7 black bishop · f7 black pawn · h7 black pawn · e6 black bishop · a5 black pawn · c5 white pawn · f5 black pawn · a4 white knight · d4 black knight · e4 black pawn · a3 white pawn · d3 black pawn · e3 white pawn · f3 white pawn · g3 white pawn · d2 white knight · g2 white bishop · h2 white pawn · a1 white rook · c1 white queen · f1 white rook · g1 white king | b8 black rook · d8 black queen · e8 black rook · g8 black king · e7 black bishop · f7 black pawn · h7 black pawn · e6 black bishop · a5 black pawn · c5 white pawn · f5 black pawn · a4 white knight · d4 black knight · e4 black pawn · a3 white pawn · d3 black pawn · e3 white pawn · f3 white pawn · g3 white pawn · d2 white knight · g2 white bishop · h2 white pawn · a1 white rook · c1 white queen · f1 white rook · g1 white king | b8 black rook · d8 black queen · e8 black rook · g8 black king · e7 black bishop · f7 black pawn · h7 black pawn · e6 black bishop · a5 black pawn · c5 white pawn · f5 black pawn · a4 white knight · d4 black knight · e4 black pawn · a3 white pawn · d3 black pawn · e3 white pawn · f3 white pawn · g3 white pawn · d2 white knight · g2 white bishop · h2 white pawn · a1 white rook · c1 white queen · f1 white rook · g1 white king | b8 black rook · d8 black queen · e8 black rook · g8 black king · e7 black bishop · f7 black pawn · h7 black pawn · e6 black bishop · a5 black pawn · c5 white pawn · f5 black pawn · a4 white knight · d4 black knight · e4 black pawn · a3 white pawn · d3 black pawn · e3 white pawn · f3 white pawn · g3 white pawn · d2 white knight · g2 white bishop · h2 white pawn · a1 white rook · c1 white queen · f1 white rook · g1 white king | b8 black rook · d8 black queen · e8 black rook · g8 black king · e7 black bishop · f7 black pawn · h7 black pawn · e6 black bishop · a5 black pawn · c5 white pawn · f5 black pawn · a4 white knight · d4 black knight · e4 black pawn · a3 white pawn · d3 black pawn · e3 white pawn · f3 white pawn · g3 white pawn · d2 white knight · g2 white bishop · h2 white pawn · a1 white rook · c1 white queen · f1 white rook · g1 white king | b8 black rook · d8 black queen · e8 black rook · g8 black king · e7 black bishop · f7 black pawn · h7 black pawn · e6 black bishop · a5 black pawn · c5 white pawn · f5 black pawn · a4 white knight · d4 black knight · e4 black pawn · a3 white pawn · d3 black pawn · e3 white pawn · f3 white pawn · g3 white pawn · d2 white knight · g2 white bishop · h2 white pawn · a1 white rook · c1 white queen · f1 white rook · g1 white king | b8 black rook · d8 black queen · e8 black rook · g8 black king · e7 black bishop · f7 black pawn · h7 black pawn · e6 black bishop · a5 black pawn · c5 white pawn · f5 black pawn · a4 white knight · d4 black knight · e4 black pawn · a3 white pawn · d3 black pawn · e3 white pawn · f3 white pawn · g3 white pawn · d2 white knight · g2 white bishop · h2 white pawn · a1 white rook · c1 white queen · f1 white rook · g1 white king | b8 black rook · d8 black queen · e8 black rook · g8 black king · e7 black bishop · f7 black pawn · h7 black pawn · e6 black bishop · a5 black pawn · c5 white pawn · f5 black pawn · a4 white knight · d4 black knight · e4 black pawn · a3 white pawn · d3 black pawn · e3 white pawn · f3 white pawn · g3 white pawn · d2 white knight · g2 white bishop · h2 white pawn · a1 white rook · c1 white queen · f1 white rook · g1 white king | 7 |
| 6 | b8 black rook · d8 black queen · e8 black rook · g8 black king · e7 black bishop · f7 black pawn · h7 black pawn · e6 black bishop · a5 black pawn · c5 white pawn · f5 black pawn · a4 white knight · d4 black knight · e4 black pawn · a3 white pawn · d3 black pawn · e3 white pawn · f3 white pawn · g3 white pawn · d2 white knight · g2 white bishop · h2 white pawn · a1 white rook · c1 white queen · f1 white rook · g1 white king | b8 black rook · d8 black queen · e8 black rook · g8 black king · e7 black bishop · f7 black pawn · h7 black pawn · e6 black bishop · a5 black pawn · c5 white pawn · f5 black pawn · a4 white knight · d4 black knight · e4 black pawn · a3 white pawn · d3 black pawn · e3 white pawn · f3 white pawn · g3 white pawn · d2 white knight · g2 white bishop · h2 white pawn · a1 white rook · c1 white queen · f1 white rook · g1 white king | b8 black rook · d8 black queen · e8 black rook · g8 black king · e7 black bishop · f7 black pawn · h7 black pawn · e6 black bishop · a5 black pawn · c5 white pawn · f5 black pawn · a4 white knight · d4 black knight · e4 black pawn · a3 white pawn · d3 black pawn · e3 white pawn · f3 white pawn · g3 white pawn · d2 white knight · g2 white bishop · h2 white pawn · a1 white rook · c1 white queen · f1 white rook · g1 white king | b8 black rook · d8 black queen · e8 black rook · g8 black king · e7 black bishop · f7 black pawn · h7 black pawn · e6 black bishop · a5 black pawn · c5 white pawn · f5 black pawn · a4 white knight · d4 black knight · e4 black pawn · a3 white pawn · d3 black pawn · e3 white pawn · f3 white pawn · g3 white pawn · d2 white knight · g2 white bishop · h2 white pawn · a1 white rook · c1 white queen · f1 white rook · g1 white king | b8 black rook · d8 black queen · e8 black rook · g8 black king · e7 black bishop · f7 black pawn · h7 black pawn · e6 black bishop · a5 black pawn · c5 white pawn · f5 black pawn · a4 white knight · d4 black knight · e4 black pawn · a3 white pawn · d3 black pawn · e3 white pawn · f3 white pawn · g3 white pawn · d2 white knight · g2 white bishop · h2 white pawn · a1 white rook · c1 white queen · f1 white rook · g1 white king | b8 black rook · d8 black queen · e8 black rook · g8 black king · e7 black bishop · f7 black pawn · h7 black pawn · e6 black bishop · a5 black pawn · c5 white pawn · f5 black pawn · a4 white knight · d4 black knight · e4 black pawn · a3 white pawn · d3 black pawn · e3 white pawn · f3 white pawn · g3 white pawn · d2 white knight · g2 white bishop · h2 white pawn · a1 white rook · c1 white queen · f1 white rook · g1 white king | b8 black rook · d8 black queen · e8 black rook · g8 black king · e7 black bishop · f7 black pawn · h7 black pawn · e6 black bishop · a5 black pawn · c5 white pawn · f5 black pawn · a4 white knight · d4 black knight · e4 black pawn · a3 white pawn · d3 black pawn · e3 white pawn · f3 white pawn · g3 white pawn · d2 white knight · g2 white bishop · h2 white pawn · a1 white rook · c1 white queen · f1 white rook · g1 white king | b8 black rook · d8 black queen · e8 black rook · g8 black king · e7 black bishop · f7 black pawn · h7 black pawn · e6 black bishop · a5 black pawn · c5 white pawn · f5 black pawn · a4 white knight · d4 black knight · e4 black pawn · a3 white pawn · d3 black pawn · e3 white pawn · f3 white pawn · g3 white pawn · d2 white knight · g2 white bishop · h2 white pawn · a1 white rook · c1 white queen · f1 white rook · g1 white king | 6 |
| 5 | b8 black rook · d8 black queen · e8 black rook · g8 black king · e7 black bishop · f7 black pawn · h7 black pawn · e6 black bishop · a5 black pawn · c5 white pawn · f5 black pawn · a4 white knight · d4 black knight · e4 black pawn · a3 white pawn · d3 black pawn · e3 white pawn · f3 white pawn · g3 white pawn · d2 white knight · g2 white bishop · h2 white pawn · a1 white rook · c1 white queen · f1 white rook · g1 white king | b8 black rook · d8 black queen · e8 black rook · g8 black king · e7 black bishop · f7 black pawn · h7 black pawn · e6 black bishop · a5 black pawn · c5 white pawn · f5 black pawn · a4 white knight · d4 black knight · e4 black pawn · a3 white pawn · d3 black pawn · e3 white pawn · f3 white pawn · g3 white pawn · d2 white knight · g2 white bishop · h2 white pawn · a1 white rook · c1 white queen · f1 white rook · g1 white king | b8 black rook · d8 black queen · e8 black rook · g8 black king · e7 black bishop · f7 black pawn · h7 black pawn · e6 black bishop · a5 black pawn · c5 white pawn · f5 black pawn · a4 white knight · d4 black knight · e4 black pawn · a3 white pawn · d3 black pawn · e3 white pawn · f3 white pawn · g3 white pawn · d2 white knight · g2 white bishop · h2 white pawn · a1 white rook · c1 white queen · f1 white rook · g1 white king | b8 black rook · d8 black queen · e8 black rook · g8 black king · e7 black bishop · f7 black pawn · h7 black pawn · e6 black bishop · a5 black pawn · c5 white pawn · f5 black pawn · a4 white knight · d4 black knight · e4 black pawn · a3 white pawn · d3 black pawn · e3 white pawn · f3 white pawn · g3 white pawn · d2 white knight · g2 white bishop · h2 white pawn · a1 white rook · c1 white queen · f1 white rook · g1 white king | b8 black rook · d8 black queen · e8 black rook · g8 black king · e7 black bishop · f7 black pawn · h7 black pawn · e6 black bishop · a5 black pawn · c5 white pawn · f5 black pawn · a4 white knight · d4 black knight · e4 black pawn · a3 white pawn · d3 black pawn · e3 white pawn · f3 white pawn · g3 white pawn · d2 white knight · g2 white bishop · h2 white pawn · a1 white rook · c1 white queen · f1 white rook · g1 white king | b8 black rook · d8 black queen · e8 black rook · g8 black king · e7 black bishop · f7 black pawn · h7 black pawn · e6 black bishop · a5 black pawn · c5 white pawn · f5 black pawn · a4 white knight · d4 black knight · e4 black pawn · a3 white pawn · d3 black pawn · e3 white pawn · f3 white pawn · g3 white pawn · d2 white knight · g2 white bishop · h2 white pawn · a1 white rook · c1 white queen · f1 white rook · g1 white king | b8 black rook · d8 black queen · e8 black rook · g8 black king · e7 black bishop · f7 black pawn · h7 black pawn · e6 black bishop · a5 black pawn · c5 white pawn · f5 black pawn · a4 white knight · d4 black knight · e4 black pawn · a3 white pawn · d3 black pawn · e3 white pawn · f3 white pawn · g3 white pawn · d2 white knight · g2 white bishop · h2 white pawn · a1 white rook · c1 white queen · f1 white rook · g1 white king | b8 black rook · d8 black queen · e8 black rook · g8 black king · e7 black bishop · f7 black pawn · h7 black pawn · e6 black bishop · a5 black pawn · c5 white pawn · f5 black pawn · a4 white knight · d4 black knight · e4 black pawn · a3 white pawn · d3 black pawn · e3 white pawn · f3 white pawn · g3 white pawn · d2 white knight · g2 white bishop · h2 white pawn · a1 white rook · c1 white queen · f1 white rook · g1 white king | 5 |
| 4 | b8 black rook · d8 black queen · e8 black rook · g8 black king · e7 black bishop · f7 black pawn · h7 black pawn · e6 black bishop · a5 black pawn · c5 white pawn · f5 black pawn · a4 white knight · d4 black knight · e4 black pawn · a3 white pawn · d3 black pawn · e3 white pawn · f3 white pawn · g3 white pawn · d2 white knight · g2 white bishop · h2 white pawn · a1 white rook · c1 white queen · f1 white rook · g1 white king | b8 black rook · d8 black queen · e8 black rook · g8 black king · e7 black bishop · f7 black pawn · h7 black pawn · e6 black bishop · a5 black pawn · c5 white pawn · f5 black pawn · a4 white knight · d4 black knight · e4 black pawn · a3 white pawn · d3 black pawn · e3 white pawn · f3 white pawn · g3 white pawn · d2 white knight · g2 white bishop · h2 white pawn · a1 white rook · c1 white queen · f1 white rook · g1 white king | b8 black rook · d8 black queen · e8 black rook · g8 black king · e7 black bishop · f7 black pawn · h7 black pawn · e6 black bishop · a5 black pawn · c5 white pawn · f5 black pawn · a4 white knight · d4 black knight · e4 black pawn · a3 white pawn · d3 black pawn · e3 white pawn · f3 white pawn · g3 white pawn · d2 white knight · g2 white bishop · h2 white pawn · a1 white rook · c1 white queen · f1 white rook · g1 white king | b8 black rook · d8 black queen · e8 black rook · g8 black king · e7 black bishop · f7 black pawn · h7 black pawn · e6 black bishop · a5 black pawn · c5 white pawn · f5 black pawn · a4 white knight · d4 black knight · e4 black pawn · a3 white pawn · d3 black pawn · e3 white pawn · f3 white pawn · g3 white pawn · d2 white knight · g2 white bishop · h2 white pawn · a1 white rook · c1 white queen · f1 white rook · g1 white king | b8 black rook · d8 black queen · e8 black rook · g8 black king · e7 black bishop · f7 black pawn · h7 black pawn · e6 black bishop · a5 black pawn · c5 white pawn · f5 black pawn · a4 white knight · d4 black knight · e4 black pawn · a3 white pawn · d3 black pawn · e3 white pawn · f3 white pawn · g3 white pawn · d2 white knight · g2 white bishop · h2 white pawn · a1 white rook · c1 white queen · f1 white rook · g1 white king | b8 black rook · d8 black queen · e8 black rook · g8 black king · e7 black bishop · f7 black pawn · h7 black pawn · e6 black bishop · a5 black pawn · c5 white pawn · f5 black pawn · a4 white knight · d4 black knight · e4 black pawn · a3 white pawn · d3 black pawn · e3 white pawn · f3 white pawn · g3 white pawn · d2 white knight · g2 white bishop · h2 white pawn · a1 white rook · c1 white queen · f1 white rook · g1 white king | b8 black rook · d8 black queen · e8 black rook · g8 black king · e7 black bishop · f7 black pawn · h7 black pawn · e6 black bishop · a5 black pawn · c5 white pawn · f5 black pawn · a4 white knight · d4 black knight · e4 black pawn · a3 white pawn · d3 black pawn · e3 white pawn · f3 white pawn · g3 white pawn · d2 white knight · g2 white bishop · h2 white pawn · a1 white rook · c1 white queen · f1 white rook · g1 white king | b8 black rook · d8 black queen · e8 black rook · g8 black king · e7 black bishop · f7 black pawn · h7 black pawn · e6 black bishop · a5 black pawn · c5 white pawn · f5 black pawn · a4 white knight · d4 black knight · e4 black pawn · a3 white pawn · d3 black pawn · e3 white pawn · f3 white pawn · g3 white pawn · d2 white knight · g2 white bishop · h2 white pawn · a1 white rook · c1 white queen · f1 white rook · g1 white king | 4 |
| 3 | b8 black rook · d8 black queen · e8 black rook · g8 black king · e7 black bishop · f7 black pawn · h7 black pawn · e6 black bishop · a5 black pawn · c5 white pawn · f5 black pawn · a4 white knight · d4 black knight · e4 black pawn · a3 white pawn · d3 black pawn · e3 white pawn · f3 white pawn · g3 white pawn · d2 white knight · g2 white bishop · h2 white pawn · a1 white rook · c1 white queen · f1 white rook · g1 white king | b8 black rook · d8 black queen · e8 black rook · g8 black king · e7 black bishop · f7 black pawn · h7 black pawn · e6 black bishop · a5 black pawn · c5 white pawn · f5 black pawn · a4 white knight · d4 black knight · e4 black pawn · a3 white pawn · d3 black pawn · e3 white pawn · f3 white pawn · g3 white pawn · d2 white knight · g2 white bishop · h2 white pawn · a1 white rook · c1 white queen · f1 white rook · g1 white king | b8 black rook · d8 black queen · e8 black rook · g8 black king · e7 black bishop · f7 black pawn · h7 black pawn · e6 black bishop · a5 black pawn · c5 white pawn · f5 black pawn · a4 white knight · d4 black knight · e4 black pawn · a3 white pawn · d3 black pawn · e3 white pawn · f3 white pawn · g3 white pawn · d2 white knight · g2 white bishop · h2 white pawn · a1 white rook · c1 white queen · f1 white rook · g1 white king | b8 black rook · d8 black queen · e8 black rook · g8 black king · e7 black bishop · f7 black pawn · h7 black pawn · e6 black bishop · a5 black pawn · c5 white pawn · f5 black pawn · a4 white knight · d4 black knight · e4 black pawn · a3 white pawn · d3 black pawn · e3 white pawn · f3 white pawn · g3 white pawn · d2 white knight · g2 white bishop · h2 white pawn · a1 white rook · c1 white queen · f1 white rook · g1 white king | b8 black rook · d8 black queen · e8 black rook · g8 black king · e7 black bishop · f7 black pawn · h7 black pawn · e6 black bishop · a5 black pawn · c5 white pawn · f5 black pawn · a4 white knight · d4 black knight · e4 black pawn · a3 white pawn · d3 black pawn · e3 white pawn · f3 white pawn · g3 white pawn · d2 white knight · g2 white bishop · h2 white pawn · a1 white rook · c1 white queen · f1 white rook · g1 white king | b8 black rook · d8 black queen · e8 black rook · g8 black king · e7 black bishop · f7 black pawn · h7 black pawn · e6 black bishop · a5 black pawn · c5 white pawn · f5 black pawn · a4 white knight · d4 black knight · e4 black pawn · a3 white pawn · d3 black pawn · e3 white pawn · f3 white pawn · g3 white pawn · d2 white knight · g2 white bishop · h2 white pawn · a1 white rook · c1 white queen · f1 white rook · g1 white king | b8 black rook · d8 black queen · e8 black rook · g8 black king · e7 black bishop · f7 black pawn · h7 black pawn · e6 black bishop · a5 black pawn · c5 white pawn · f5 black pawn · a4 white knight · d4 black knight · e4 black pawn · a3 white pawn · d3 black pawn · e3 white pawn · f3 white pawn · g3 white pawn · d2 white knight · g2 white bishop · h2 white pawn · a1 white rook · c1 white queen · f1 white rook · g1 white king | b8 black rook · d8 black queen · e8 black rook · g8 black king · e7 black bishop · f7 black pawn · h7 black pawn · e6 black bishop · a5 black pawn · c5 white pawn · f5 black pawn · a4 white knight · d4 black knight · e4 black pawn · a3 white pawn · d3 black pawn · e3 white pawn · f3 white pawn · g3 white pawn · d2 white knight · g2 white bishop · h2 white pawn · a1 white rook · c1 white queen · f1 white rook · g1 white king | 3 |
| 2 | b8 black rook · d8 black queen · e8 black rook · g8 black king · e7 black bishop · f7 black pawn · h7 black pawn · e6 black bishop · a5 black pawn · c5 white pawn · f5 black pawn · a4 white knight · d4 black knight · e4 black pawn · a3 white pawn · d3 black pawn · e3 white pawn · f3 white pawn · g3 white pawn · d2 white knight · g2 white bishop · h2 white pawn · a1 white rook · c1 white queen · f1 white rook · g1 white king | b8 black rook · d8 black queen · e8 black rook · g8 black king · e7 black bishop · f7 black pawn · h7 black pawn · e6 black bishop · a5 black pawn · c5 white pawn · f5 black pawn · a4 white knight · d4 black knight · e4 black pawn · a3 white pawn · d3 black pawn · e3 white pawn · f3 white pawn · g3 white pawn · d2 white knight · g2 white bishop · h2 white pawn · a1 white rook · c1 white queen · f1 white rook · g1 white king | b8 black rook · d8 black queen · e8 black rook · g8 black king · e7 black bishop · f7 black pawn · h7 black pawn · e6 black bishop · a5 black pawn · c5 white pawn · f5 black pawn · a4 white knight · d4 black knight · e4 black pawn · a3 white pawn · d3 black pawn · e3 white pawn · f3 white pawn · g3 white pawn · d2 white knight · g2 white bishop · h2 white pawn · a1 white rook · c1 white queen · f1 white rook · g1 white king | b8 black rook · d8 black queen · e8 black rook · g8 black king · e7 black bishop · f7 black pawn · h7 black pawn · e6 black bishop · a5 black pawn · c5 white pawn · f5 black pawn · a4 white knight · d4 black knight · e4 black pawn · a3 white pawn · d3 black pawn · e3 white pawn · f3 white pawn · g3 white pawn · d2 white knight · g2 white bishop · h2 white pawn · a1 white rook · c1 white queen · f1 white rook · g1 white king | b8 black rook · d8 black queen · e8 black rook · g8 black king · e7 black bishop · f7 black pawn · h7 black pawn · e6 black bishop · a5 black pawn · c5 white pawn · f5 black pawn · a4 white knight · d4 black knight · e4 black pawn · a3 white pawn · d3 black pawn · e3 white pawn · f3 white pawn · g3 white pawn · d2 white knight · g2 white bishop · h2 white pawn · a1 white rook · c1 white queen · f1 white rook · g1 white king | b8 black rook · d8 black queen · e8 black rook · g8 black king · e7 black bishop · f7 black pawn · h7 black pawn · e6 black bishop · a5 black pawn · c5 white pawn · f5 black pawn · a4 white knight · d4 black knight · e4 black pawn · a3 white pawn · d3 black pawn · e3 white pawn · f3 white pawn · g3 white pawn · d2 white knight · g2 white bishop · h2 white pawn · a1 white rook · c1 white queen · f1 white rook · g1 white king | b8 black rook · d8 black queen · e8 black rook · g8 black king · e7 black bishop · f7 black pawn · h7 black pawn · e6 black bishop · a5 black pawn · c5 white pawn · f5 black pawn · a4 white knight · d4 black knight · e4 black pawn · a3 white pawn · d3 black pawn · e3 white pawn · f3 white pawn · g3 white pawn · d2 white knight · g2 white bishop · h2 white pawn · a1 white rook · c1 white queen · f1 white rook · g1 white king | b8 black rook · d8 black queen · e8 black rook · g8 black king · e7 black bishop · f7 black pawn · h7 black pawn · e6 black bishop · a5 black pawn · c5 white pawn · f5 black pawn · a4 white knight · d4 black knight · e4 black pawn · a3 white pawn · d3 black pawn · e3 white pawn · f3 white pawn · g3 white pawn · d2 white knight · g2 white bishop · h2 white pawn · a1 white rook · c1 white queen · f1 white rook · g1 white king | 2 |
| 1 | b8 black rook · d8 black queen · e8 black rook · g8 black king · e7 black bishop · f7 black pawn · h7 black pawn · e6 black bishop · a5 black pawn · c5 white pawn · f5 black pawn · a4 white knight · d4 black knight · e4 black pawn · a3 white pawn · d3 black pawn · e3 white pawn · f3 white pawn · g3 white pawn · d2 white knight · g2 white bishop · h2 white pawn · a1 white rook · c1 white queen · f1 white rook · g1 white king | b8 black rook · d8 black queen · e8 black rook · g8 black king · e7 black bishop · f7 black pawn · h7 black pawn · e6 black bishop · a5 black pawn · c5 white pawn · f5 black pawn · a4 white knight · d4 black knight · e4 black pawn · a3 white pawn · d3 black pawn · e3 white pawn · f3 white pawn · g3 white pawn · d2 white knight · g2 white bishop · h2 white pawn · a1 white rook · c1 white queen · f1 white rook · g1 white king | b8 black rook · d8 black queen · e8 black rook · g8 black king · e7 black bishop · f7 black pawn · h7 black pawn · e6 black bishop · a5 black pawn · c5 white pawn · f5 black pawn · a4 white knight · d4 black knight · e4 black pawn · a3 white pawn · d3 black pawn · e3 white pawn · f3 white pawn · g3 white pawn · d2 white knight · g2 white bishop · h2 white pawn · a1 white rook · c1 white queen · f1 white rook · g1 white king | b8 black rook · d8 black queen · e8 black rook · g8 black king · e7 black bishop · f7 black pawn · h7 black pawn · e6 black bishop · a5 black pawn · c5 white pawn · f5 black pawn · a4 white knight · d4 black knight · e4 black pawn · a3 white pawn · d3 black pawn · e3 white pawn · f3 white pawn · g3 white pawn · d2 white knight · g2 white bishop · h2 white pawn · a1 white rook · c1 white queen · f1 white rook · g1 white king | b8 black rook · d8 black queen · e8 black rook · g8 black king · e7 black bishop · f7 black pawn · h7 black pawn · e6 black bishop · a5 black pawn · c5 white pawn · f5 black pawn · a4 white knight · d4 black knight · e4 black pawn · a3 white pawn · d3 black pawn · e3 white pawn · f3 white pawn · g3 white pawn · d2 white knight · g2 white bishop · h2 white pawn · a1 white rook · c1 white queen · f1 white rook · g1 white king | b8 black rook · d8 black queen · e8 black rook · g8 black king · e7 black bishop · f7 black pawn · h7 black pawn · e6 black bishop · a5 black pawn · c5 white pawn · f5 black pawn · a4 white knight · d4 black knight · e4 black pawn · a3 white pawn · d3 black pawn · e3 white pawn · f3 white pawn · g3 white pawn · d2 white knight · g2 white bishop · h2 white pawn · a1 white rook · c1 white queen · f1 white rook · g1 white king | b8 black rook · d8 black queen · e8 black rook · g8 black king · e7 black bishop · f7 black pawn · h7 black pawn · e6 black bishop · a5 black pawn · c5 white pawn · f5 black pawn · a4 white knight · d4 black knight · e4 black pawn · a3 white pawn · d3 black pawn · e3 white pawn · f3 white pawn · g3 white pawn · d2 white knight · g2 white bishop · h2 white pawn · a1 white rook · c1 white queen · f1 white rook · g1 white king | b8 black rook · d8 black queen · e8 black rook · g8 black king · e7 black bishop · f7 black pawn · h7 black pawn · e6 black bishop · a5 black pawn · c5 white pawn · f5 black pawn · a4 white knight · d4 black knight · e4 black pawn · a3 white pawn · d3 black pawn · e3 white pawn · f3 white pawn · g3 white pawn · d2 white knight · g2 white bishop · h2 white pawn · a1 white rook · c1 white queen · f1 white rook · g1 white king | 1 |
|   | a | b | c | d | e | f | g | h |   |

Одбијен дамин гамбит, D55
1.d4 d5 2.c4 e6 3.♘c3 ♘f6 4.♗g5 ♗e7 5.♘f3 0–0 6.e3 dxc4 7.♗xc4 ♘bd7 8.0–0 c5 9.♕e2 h6 10.♗h4 ♘b6 11.dxc5 ♗xc5 12.♖fd1 ♘bd7 13.e4 ♗e7 14.e5 ♘e8 15.♗g3 ♕b6 16.a3 a5 17.♖ac1 ♘c5 18.♗f4 ♗d7 19.♗e3 ♗c6 20.♘d4 ♖d8 21.♘db5 ♖xd1+ 22.♖xd1 ♗xb5 23.♘xb5 ♕c6 24.b4 axb4 25.axb4 ♘d7 26.♘d4 ♕e4 27.♘xe6 ♘xe5 28.♘xf8 ♘xc4 29.♘d7 ♗xb4 30.♕d3 ♕g4 31.h3 ♕e6 32.♖b1 ♘xe3 33.♕xe3 ♕xd7 34.♖xb4 ♕d1+ 35.♔h2 ♕d6+ 36.♕f4 ♔f8 37.♕xd6+ ♘xd6 38.♔g3 ♔e7 39.♔f4 ♔e6 40.h4 ♔d5 41.g4 b5 42.♖b1 ♔c5 43.♖c1+ ♔d5 44.♔e3 ♘c4+ 45.♔e2 b4 46.♖b1 ♔c5 47.f4 ♘a3 48.♖c1+ ♔d4 49.♖c7 b3 50.♖b7 ♔c3 51.♖c7+ ♔d4 52.♖b7 ♔c3 ½–½

### Партија 18, Штајниц - Цукерторт, 1-0
Шпанска партија, Берлинска одбрана, C65
1.e4 e5 2.♘f3 ♘c6 3.♗b5 ♘f6 4.d3 d6 5.c3 g6 6.d4 ♗d7 7.♘bd2 ♗g7 8.dxe5 ♘xe5 9.♘xe5 dxe5 10.♕e2 0–0 11.f3 a5 12.♗d3 ♕e7 13.♘f1 ♗e6 14.g4 ♖fd8 15.h4 ♕d7 16.♗c2 h5 17.g5 ♘e8 18.♘e3 ♕c6 19.c4 ♘d6 20.♗d3 ♖ab8 21.♘d5 Bxd5 22.cxd5 ♕d7 23.♗d2 ♖a8 24.♖c1 c6 25.♖c5 cxd5 26.♖xd5 ♕a4 27.a3 b6 28.♗c3 ♕e8 29.♕f2 ♘c8 30.♗b5 ♕e7 31.♖xd8+ ♕xd8 32.0–0 ♘a7 33.♗c4 ♘c6 34.♗d5 ♖c8 35.f4 ♕d7 36.f5 ♘e7 37.♗a2 gxf5 38.exf5 ♗f8 39.♕f3 e4 40.♕xh5 1–0

### Партија 19, Цукерторт - Штајниц, 0-1
Одбијен дамин гамбит, D53
1.d4 d5 2.c4 e6 3.♘c3 ♘f6 4.♗g5 ♗e7 5.♘f3 0–0 6.c5 b6 7.b4 bxc5 8.dxc5 a5 9.a3 d4 10.♗xf6 gxf6 11.♘a4 e5 12.b5 ♗e6 13.g3 c6 14.bxc6 ♘xc6 15.♗g2 ♖b8 16.♕c1 d3 17.e3 e4 18.♘d2 f5 19.0–0 ♖e8 20.f3 ♘d4! 21.exd4 ♕xd4+ 22.♔h1 e3 23.♘c3 ♗f6 24.♘db1 d2 25.♕c2 ♗b3 26.♕xf5 d1♕ 27.♘xd1 ♗xd1 28.♘c3 e2 29.♖axd1 ♕xc3 0–1

### Партија 20, Штајниц - Цукерторт, 1-0
|   | a | b | c | d | e | f | g | h |   |
| 8 | a8 black rook · e8 black king · h8 black rook · a7 black pawn · b7 black pawn · c7 black pawn · d7 black bishop · e7 black bishop · g7 black pawn · h7 black pawn · f6 black pawn · h6 black knight · d5 white pawn · f5 black knight · e4 white knight · f4 white bishop · g4 black queen · d3 white bishop · f3 white knight · g3 white pawn · a2 white pawn · b2 white pawn · c2 white pawn · g2 white king · a1 white rook · e1 white queen · h1 white rook | a8 black rook · e8 black king · h8 black rook · a7 black pawn · b7 black pawn · c7 black pawn · d7 black bishop · e7 black bishop · g7 black pawn · h7 black pawn · f6 black pawn · h6 black knight · d5 white pawn · f5 black knight · e4 white knight · f4 white bishop · g4 black queen · d3 white bishop · f3 white knight · g3 white pawn · a2 white pawn · b2 white pawn · c2 white pawn · g2 white king · a1 white rook · e1 white queen · h1 white rook | a8 black rook · e8 black king · h8 black rook · a7 black pawn · b7 black pawn · c7 black pawn · d7 black bishop · e7 black bishop · g7 black pawn · h7 black pawn · f6 black pawn · h6 black knight · d5 white pawn · f5 black knight · e4 white knight · f4 white bishop · g4 black queen · d3 white bishop · f3 white knight · g3 white pawn · a2 white pawn · b2 white pawn · c2 white pawn · g2 white king · a1 white rook · e1 white queen · h1 white rook | a8 black rook · e8 black king · h8 black rook · a7 black pawn · b7 black pawn · c7 black pawn · d7 black bishop · e7 black bishop · g7 black pawn · h7 black pawn · f6 black pawn · h6 black knight · d5 white pawn · f5 black knight · e4 white knight · f4 white bishop · g4 black queen · d3 white bishop · f3 white knight · g3 white pawn · a2 white pawn · b2 white pawn · c2 white pawn · g2 white king · a1 white rook · e1 white queen · h1 white rook | a8 black rook · e8 black king · h8 black rook · a7 black pawn · b7 black pawn · c7 black pawn · d7 black bishop · e7 black bishop · g7 black pawn · h7 black pawn · f6 black pawn · h6 black knight · d5 white pawn · f5 black knight · e4 white knight · f4 white bishop · g4 black queen · d3 white bishop · f3 white knight · g3 white pawn · a2 white pawn · b2 white pawn · c2 white pawn · g2 white king · a1 white rook · e1 white queen · h1 white rook | a8 black rook · e8 black king · h8 black rook · a7 black pawn · b7 black pawn · c7 black pawn · d7 black bishop · e7 black bishop · g7 black pawn · h7 black pawn · f6 black pawn · h6 black knight · d5 white pawn · f5 black knight · e4 white knight · f4 white bishop · g4 black queen · d3 white bishop · f3 white knight · g3 white pawn · a2 white pawn · b2 white pawn · c2 white pawn · g2 white king · a1 white rook · e1 white queen · h1 white rook | a8 black rook · e8 black king · h8 black rook · a7 black pawn · b7 black pawn · c7 black pawn · d7 black bishop · e7 black bishop · g7 black pawn · h7 black pawn · f6 black pawn · h6 black knight · d5 white pawn · f5 black knight · e4 white knight · f4 white bishop · g4 black queen · d3 white bishop · f3 white knight · g3 white pawn · a2 white pawn · b2 white pawn · c2 white pawn · g2 white king · a1 white rook · e1 white queen · h1 white rook | a8 black rook · e8 black king · h8 black rook · a7 black pawn · b7 black pawn · c7 black pawn · d7 black bishop · e7 black bishop · g7 black pawn · h7 black pawn · f6 black pawn · h6 black knight · d5 white pawn · f5 black knight · e4 white knight · f4 white bishop · g4 black queen · d3 white bishop · f3 white knight · g3 white pawn · a2 white pawn · b2 white pawn · c2 white pawn · g2 white king · a1 white rook · e1 white queen · h1 white rook | 8 |
| 7 | a8 black rook · e8 black king · h8 black rook · a7 black pawn · b7 black pawn · c7 black pawn · d7 black bishop · e7 black bishop · g7 black pawn · h7 black pawn · f6 black pawn · h6 black knight · d5 white pawn · f5 black knight · e4 white knight · f4 white bishop · g4 black queen · d3 white bishop · f3 white knight · g3 white pawn · a2 white pawn · b2 white pawn · c2 white pawn · g2 white king · a1 white rook · e1 white queen · h1 white rook | a8 black rook · e8 black king · h8 black rook · a7 black pawn · b7 black pawn · c7 black pawn · d7 black bishop · e7 black bishop · g7 black pawn · h7 black pawn · f6 black pawn · h6 black knight · d5 white pawn · f5 black knight · e4 white knight · f4 white bishop · g4 black queen · d3 white bishop · f3 white knight · g3 white pawn · a2 white pawn · b2 white pawn · c2 white pawn · g2 white king · a1 white rook · e1 white queen · h1 white rook | a8 black rook · e8 black king · h8 black rook · a7 black pawn · b7 black pawn · c7 black pawn · d7 black bishop · e7 black bishop · g7 black pawn · h7 black pawn · f6 black pawn · h6 black knight · d5 white pawn · f5 black knight · e4 white knight · f4 white bishop · g4 black queen · d3 white bishop · f3 white knight · g3 white pawn · a2 white pawn · b2 white pawn · c2 white pawn · g2 white king · a1 white rook · e1 white queen · h1 white rook | a8 black rook · e8 black king · h8 black rook · a7 black pawn · b7 black pawn · c7 black pawn · d7 black bishop · e7 black bishop · g7 black pawn · h7 black pawn · f6 black pawn · h6 black knight · d5 white pawn · f5 black knight · e4 white knight · f4 white bishop · g4 black queen · d3 white bishop · f3 white knight · g3 white pawn · a2 white pawn · b2 white pawn · c2 white pawn · g2 white king · a1 white rook · e1 white queen · h1 white rook | a8 black rook · e8 black king · h8 black rook · a7 black pawn · b7 black pawn · c7 black pawn · d7 black bishop · e7 black bishop · g7 black pawn · h7 black pawn · f6 black pawn · h6 black knight · d5 white pawn · f5 black knight · e4 white knight · f4 white bishop · g4 black queen · d3 white bishop · f3 white knight · g3 white pawn · a2 white pawn · b2 white pawn · c2 white pawn · g2 white king · a1 white rook · e1 white queen · h1 white rook | a8 black rook · e8 black king · h8 black rook · a7 black pawn · b7 black pawn · c7 black pawn · d7 black bishop · e7 black bishop · g7 black pawn · h7 black pawn · f6 black pawn · h6 black knight · d5 white pawn · f5 black knight · e4 white knight · f4 white bishop · g4 black queen · d3 white bishop · f3 white knight · g3 white pawn · a2 white pawn · b2 white pawn · c2 white pawn · g2 white king · a1 white rook · e1 white queen · h1 white rook | a8 black rook · e8 black king · h8 black rook · a7 black pawn · b7 black pawn · c7 black pawn · d7 black bishop · e7 black bishop · g7 black pawn · h7 black pawn · f6 black pawn · h6 black knight · d5 white pawn · f5 black knight · e4 white knight · f4 white bishop · g4 black queen · d3 white bishop · f3 white knight · g3 white pawn · a2 white pawn · b2 white pawn · c2 white pawn · g2 white king · a1 white rook · e1 white queen · h1 white rook | a8 black rook · e8 black king · h8 black rook · a7 black pawn · b7 black pawn · c7 black pawn · d7 black bishop · e7 black bishop · g7 black pawn · h7 black pawn · f6 black pawn · h6 black knight · d5 white pawn · f5 black knight · e4 white knight · f4 white bishop · g4 black queen · d3 white bishop · f3 white knight · g3 white pawn · a2 white pawn · b2 white pawn · c2 white pawn · g2 white king · a1 white rook · e1 white queen · h1 white rook | 7 |
| 6 | a8 black rook · e8 black king · h8 black rook · a7 black pawn · b7 black pawn · c7 black pawn · d7 black bishop · e7 black bishop · g7 black pawn · h7 black pawn · f6 black pawn · h6 black knight · d5 white pawn · f5 black knight · e4 white knight · f4 white bishop · g4 black queen · d3 white bishop · f3 white knight · g3 white pawn · a2 white pawn · b2 white pawn · c2 white pawn · g2 white king · a1 white rook · e1 white queen · h1 white rook | a8 black rook · e8 black king · h8 black rook · a7 black pawn · b7 black pawn · c7 black pawn · d7 black bishop · e7 black bishop · g7 black pawn · h7 black pawn · f6 black pawn · h6 black knight · d5 white pawn · f5 black knight · e4 white knight · f4 white bishop · g4 black queen · d3 white bishop · f3 white knight · g3 white pawn · a2 white pawn · b2 white pawn · c2 white pawn · g2 white king · a1 white rook · e1 white queen · h1 white rook | a8 black rook · e8 black king · h8 black rook · a7 black pawn · b7 black pawn · c7 black pawn · d7 black bishop · e7 black bishop · g7 black pawn · h7 black pawn · f6 black pawn · h6 black knight · d5 white pawn · f5 black knight · e4 white knight · f4 white bishop · g4 black queen · d3 white bishop · f3 white knight · g3 white pawn · a2 white pawn · b2 white pawn · c2 white pawn · g2 white king · a1 white rook · e1 white queen · h1 white rook | a8 black rook · e8 black king · h8 black rook · a7 black pawn · b7 black pawn · c7 black pawn · d7 black bishop · e7 black bishop · g7 black pawn · h7 black pawn · f6 black pawn · h6 black knight · d5 white pawn · f5 black knight · e4 white knight · f4 white bishop · g4 black queen · d3 white bishop · f3 white knight · g3 white pawn · a2 white pawn · b2 white pawn · c2 white pawn · g2 white king · a1 white rook · e1 white queen · h1 white rook | a8 black rook · e8 black king · h8 black rook · a7 black pawn · b7 black pawn · c7 black pawn · d7 black bishop · e7 black bishop · g7 black pawn · h7 black pawn · f6 black pawn · h6 black knight · d5 white pawn · f5 black knight · e4 white knight · f4 white bishop · g4 black queen · d3 white bishop · f3 white knight · g3 white pawn · a2 white pawn · b2 white pawn · c2 white pawn · g2 white king · a1 white rook · e1 white queen · h1 white rook | a8 black rook · e8 black king · h8 black rook · a7 black pawn · b7 black pawn · c7 black pawn · d7 black bishop · e7 black bishop · g7 black pawn · h7 black pawn · f6 black pawn · h6 black knight · d5 white pawn · f5 black knight · e4 white knight · f4 white bishop · g4 black queen · d3 white bishop · f3 white knight · g3 white pawn · a2 white pawn · b2 white pawn · c2 white pawn · g2 white king · a1 white rook · e1 white queen · h1 white rook | a8 black rook · e8 black king · h8 black rook · a7 black pawn · b7 black pawn · c7 black pawn · d7 black bishop · e7 black bishop · g7 black pawn · h7 black pawn · f6 black pawn · h6 black knight · d5 white pawn · f5 black knight · e4 white knight · f4 white bishop · g4 black queen · d3 white bishop · f3 white knight · g3 white pawn · a2 white pawn · b2 white pawn · c2 white pawn · g2 white king · a1 white rook · e1 white queen · h1 white rook | a8 black rook · e8 black king · h8 black rook · a7 black pawn · b7 black pawn · c7 black pawn · d7 black bishop · e7 black bishop · g7 black pawn · h7 black pawn · f6 black pawn · h6 black knight · d5 white pawn · f5 black knight · e4 white knight · f4 white bishop · g4 black queen · d3 white bishop · f3 white knight · g3 white pawn · a2 white pawn · b2 white pawn · c2 white pawn · g2 white king · a1 white rook · e1 white queen · h1 white rook | 6 |
| 5 | a8 black rook · e8 black king · h8 black rook · a7 black pawn · b7 black pawn · c7 black pawn · d7 black bishop · e7 black bishop · g7 black pawn · h7 black pawn · f6 black pawn · h6 black knight · d5 white pawn · f5 black knight · e4 white knight · f4 white bishop · g4 black queen · d3 white bishop · f3 white knight · g3 white pawn · a2 white pawn · b2 white pawn · c2 white pawn · g2 white king · a1 white rook · e1 white queen · h1 white rook | a8 black rook · e8 black king · h8 black rook · a7 black pawn · b7 black pawn · c7 black pawn · d7 black bishop · e7 black bishop · g7 black pawn · h7 black pawn · f6 black pawn · h6 black knight · d5 white pawn · f5 black knight · e4 white knight · f4 white bishop · g4 black queen · d3 white bishop · f3 white knight · g3 white pawn · a2 white pawn · b2 white pawn · c2 white pawn · g2 white king · a1 white rook · e1 white queen · h1 white rook | a8 black rook · e8 black king · h8 black rook · a7 black pawn · b7 black pawn · c7 black pawn · d7 black bishop · e7 black bishop · g7 black pawn · h7 black pawn · f6 black pawn · h6 black knight · d5 white pawn · f5 black knight · e4 white knight · f4 white bishop · g4 black queen · d3 white bishop · f3 white knight · g3 white pawn · a2 white pawn · b2 white pawn · c2 white pawn · g2 white king · a1 white rook · e1 white queen · h1 white rook | a8 black rook · e8 black king · h8 black rook · a7 black pawn · b7 black pawn · c7 black pawn · d7 black bishop · e7 black bishop · g7 black pawn · h7 black pawn · f6 black pawn · h6 black knight · d5 white pawn · f5 black knight · e4 white knight · f4 white bishop · g4 black queen · d3 white bishop · f3 white knight · g3 white pawn · a2 white pawn · b2 white pawn · c2 white pawn · g2 white king · a1 white rook · e1 white queen · h1 white rook | a8 black rook · e8 black king · h8 black rook · a7 black pawn · b7 black pawn · c7 black pawn · d7 black bishop · e7 black bishop · g7 black pawn · h7 black pawn · f6 black pawn · h6 black knight · d5 white pawn · f5 black knight · e4 white knight · f4 white bishop · g4 black queen · d3 white bishop · f3 white knight · g3 white pawn · a2 white pawn · b2 white pawn · c2 white pawn · g2 white king · a1 white rook · e1 white queen · h1 white rook | a8 black rook · e8 black king · h8 black rook · a7 black pawn · b7 black pawn · c7 black pawn · d7 black bishop · e7 black bishop · g7 black pawn · h7 black pawn · f6 black pawn · h6 black knight · d5 white pawn · f5 black knight · e4 white knight · f4 white bishop · g4 black queen · d3 white bishop · f3 white knight · g3 white pawn · a2 white pawn · b2 white pawn · c2 white pawn · g2 white king · a1 white rook · e1 white queen · h1 white rook | a8 black rook · e8 black king · h8 black rook · a7 black pawn · b7 black pawn · c7 black pawn · d7 black bishop · e7 black bishop · g7 black pawn · h7 black pawn · f6 black pawn · h6 black knight · d5 white pawn · f5 black knight · e4 white knight · f4 white bishop · g4 black queen · d3 white bishop · f3 white knight · g3 white pawn · a2 white pawn · b2 white pawn · c2 white pawn · g2 white king · a1 white rook · e1 white queen · h1 white rook | a8 black rook · e8 black king · h8 black rook · a7 black pawn · b7 black pawn · c7 black pawn · d7 black bishop · e7 black bishop · g7 black pawn · h7 black pawn · f6 black pawn · h6 black knight · d5 white pawn · f5 black knight · e4 white knight · f4 white bishop · g4 black queen · d3 white bishop · f3 white knight · g3 white pawn · a2 white pawn · b2 white pawn · c2 white pawn · g2 white king · a1 white rook · e1 white queen · h1 white rook | 5 |
| 4 | a8 black rook · e8 black king · h8 black rook · a7 black pawn · b7 black pawn · c7 black pawn · d7 black bishop · e7 black bishop · g7 black pawn · h7 black pawn · f6 black pawn · h6 black knight · d5 white pawn · f5 black knight · e4 white knight · f4 white bishop · g4 black queen · d3 white bishop · f3 white knight · g3 white pawn · a2 white pawn · b2 white pawn · c2 white pawn · g2 white king · a1 white rook · e1 white queen · h1 white rook | a8 black rook · e8 black king · h8 black rook · a7 black pawn · b7 black pawn · c7 black pawn · d7 black bishop · e7 black bishop · g7 black pawn · h7 black pawn · f6 black pawn · h6 black knight · d5 white pawn · f5 black knight · e4 white knight · f4 white bishop · g4 black queen · d3 white bishop · f3 white knight · g3 white pawn · a2 white pawn · b2 white pawn · c2 white pawn · g2 white king · a1 white rook · e1 white queen · h1 white rook | a8 black rook · e8 black king · h8 black rook · a7 black pawn · b7 black pawn · c7 black pawn · d7 black bishop · e7 black bishop · g7 black pawn · h7 black pawn · f6 black pawn · h6 black knight · d5 white pawn · f5 black knight · e4 white knight · f4 white bishop · g4 black queen · d3 white bishop · f3 white knight · g3 white pawn · a2 white pawn · b2 white pawn · c2 white pawn · g2 white king · a1 white rook · e1 white queen · h1 white rook | a8 black rook · e8 black king · h8 black rook · a7 black pawn · b7 black pawn · c7 black pawn · d7 black bishop · e7 black bishop · g7 black pawn · h7 black pawn · f6 black pawn · h6 black knight · d5 white pawn · f5 black knight · e4 white knight · f4 white bishop · g4 black queen · d3 white bishop · f3 white knight · g3 white pawn · a2 white pawn · b2 white pawn · c2 white pawn · g2 white king · a1 white rook · e1 white queen · h1 white rook | a8 black rook · e8 black king · h8 black rook · a7 black pawn · b7 black pawn · c7 black pawn · d7 black bishop · e7 black bishop · g7 black pawn · h7 black pawn · f6 black pawn · h6 black knight · d5 white pawn · f5 black knight · e4 white knight · f4 white bishop · g4 black queen · d3 white bishop · f3 white knight · g3 white pawn · a2 white pawn · b2 white pawn · c2 white pawn · g2 white king · a1 white rook · e1 white queen · h1 white rook | a8 black rook · e8 black king · h8 black rook · a7 black pawn · b7 black pawn · c7 black pawn · d7 black bishop · e7 black bishop · g7 black pawn · h7 black pawn · f6 black pawn · h6 black knight · d5 white pawn · f5 black knight · e4 white knight · f4 white bishop · g4 black queen · d3 white bishop · f3 white knight · g3 white pawn · a2 white pawn · b2 white pawn · c2 white pawn · g2 white king · a1 white rook · e1 white queen · h1 white rook | a8 black rook · e8 black king · h8 black rook · a7 black pawn · b7 black pawn · c7 black pawn · d7 black bishop · e7 black bishop · g7 black pawn · h7 black pawn · f6 black pawn · h6 black knight · d5 white pawn · f5 black knight · e4 white knight · f4 white bishop · g4 black queen · d3 white bishop · f3 white knight · g3 white pawn · a2 white pawn · b2 white pawn · c2 white pawn · g2 white king · a1 white rook · e1 white queen · h1 white rook | a8 black rook · e8 black king · h8 black rook · a7 black pawn · b7 black pawn · c7 black pawn · d7 black bishop · e7 black bishop · g7 black pawn · h7 black pawn · f6 black pawn · h6 black knight · d5 white pawn · f5 black knight · e4 white knight · f4 white bishop · g4 black queen · d3 white bishop · f3 white knight · g3 white pawn · a2 white pawn · b2 white pawn · c2 white pawn · g2 white king · a1 white rook · e1 white queen · h1 white rook | 4 |
| 3 | a8 black rook · e8 black king · h8 black rook · a7 black pawn · b7 black pawn · c7 black pawn · d7 black bishop · e7 black bishop · g7 black pawn · h7 black pawn · f6 black pawn · h6 black knight · d5 white pawn · f5 black knight · e4 white knight · f4 white bishop · g4 black queen · d3 white bishop · f3 white knight · g3 white pawn · a2 white pawn · b2 white pawn · c2 white pawn · g2 white king · a1 white rook · e1 white queen · h1 white rook | a8 black rook · e8 black king · h8 black rook · a7 black pawn · b7 black pawn · c7 black pawn · d7 black bishop · e7 black bishop · g7 black pawn · h7 black pawn · f6 black pawn · h6 black knight · d5 white pawn · f5 black knight · e4 white knight · f4 white bishop · g4 black queen · d3 white bishop · f3 white knight · g3 white pawn · a2 white pawn · b2 white pawn · c2 white pawn · g2 white king · a1 white rook · e1 white queen · h1 white rook | a8 black rook · e8 black king · h8 black rook · a7 black pawn · b7 black pawn · c7 black pawn · d7 black bishop · e7 black bishop · g7 black pawn · h7 black pawn · f6 black pawn · h6 black knight · d5 white pawn · f5 black knight · e4 white knight · f4 white bishop · g4 black queen · d3 white bishop · f3 white knight · g3 white pawn · a2 white pawn · b2 white pawn · c2 white pawn · g2 white king · a1 white rook · e1 white queen · h1 white rook | a8 black rook · e8 black king · h8 black rook · a7 black pawn · b7 black pawn · c7 black pawn · d7 black bishop · e7 black bishop · g7 black pawn · h7 black pawn · f6 black pawn · h6 black knight · d5 white pawn · f5 black knight · e4 white knight · f4 white bishop · g4 black queen · d3 white bishop · f3 white knight · g3 white pawn · a2 white pawn · b2 white pawn · c2 white pawn · g2 white king · a1 white rook · e1 white queen · h1 white rook | a8 black rook · e8 black king · h8 black rook · a7 black pawn · b7 black pawn · c7 black pawn · d7 black bishop · e7 black bishop · g7 black pawn · h7 black pawn · f6 black pawn · h6 black knight · d5 white pawn · f5 black knight · e4 white knight · f4 white bishop · g4 black queen · d3 white bishop · f3 white knight · g3 white pawn · a2 white pawn · b2 white pawn · c2 white pawn · g2 white king · a1 white rook · e1 white queen · h1 white rook | a8 black rook · e8 black king · h8 black rook · a7 black pawn · b7 black pawn · c7 black pawn · d7 black bishop · e7 black bishop · g7 black pawn · h7 black pawn · f6 black pawn · h6 black knight · d5 white pawn · f5 black knight · e4 white knight · f4 white bishop · g4 black queen · d3 white bishop · f3 white knight · g3 white pawn · a2 white pawn · b2 white pawn · c2 white pawn · g2 white king · a1 white rook · e1 white queen · h1 white rook | a8 black rook · e8 black king · h8 black rook · a7 black pawn · b7 black pawn · c7 black pawn · d7 black bishop · e7 black bishop · g7 black pawn · h7 black pawn · f6 black pawn · h6 black knight · d5 white pawn · f5 black knight · e4 white knight · f4 white bishop · g4 black queen · d3 white bishop · f3 white knight · g3 white pawn · a2 white pawn · b2 white pawn · c2 white pawn · g2 white king · a1 white rook · e1 white queen · h1 white rook | a8 black rook · e8 black king · h8 black rook · a7 black pawn · b7 black pawn · c7 black pawn · d7 black bishop · e7 black bishop · g7 black pawn · h7 black pawn · f6 black pawn · h6 black knight · d5 white pawn · f5 black knight · e4 white knight · f4 white bishop · g4 black queen · d3 white bishop · f3 white knight · g3 white pawn · a2 white pawn · b2 white pawn · c2 white pawn · g2 white king · a1 white rook · e1 white queen · h1 white rook | 3 |
| 2 | a8 black rook · e8 black king · h8 black rook · a7 black pawn · b7 black pawn · c7 black pawn · d7 black bishop · e7 black bishop · g7 black pawn · h7 black pawn · f6 black pawn · h6 black knight · d5 white pawn · f5 black knight · e4 white knight · f4 white bishop · g4 black queen · d3 white bishop · f3 white knight · g3 white pawn · a2 white pawn · b2 white pawn · c2 white pawn · g2 white king · a1 white rook · e1 white queen · h1 white rook | a8 black rook · e8 black king · h8 black rook · a7 black pawn · b7 black pawn · c7 black pawn · d7 black bishop · e7 black bishop · g7 black pawn · h7 black pawn · f6 black pawn · h6 black knight · d5 white pawn · f5 black knight · e4 white knight · f4 white bishop · g4 black queen · d3 white bishop · f3 white knight · g3 white pawn · a2 white pawn · b2 white pawn · c2 white pawn · g2 white king · a1 white rook · e1 white queen · h1 white rook | a8 black rook · e8 black king · h8 black rook · a7 black pawn · b7 black pawn · c7 black pawn · d7 black bishop · e7 black bishop · g7 black pawn · h7 black pawn · f6 black pawn · h6 black knight · d5 white pawn · f5 black knight · e4 white knight · f4 white bishop · g4 black queen · d3 white bishop · f3 white knight · g3 white pawn · a2 white pawn · b2 white pawn · c2 white pawn · g2 white king · a1 white rook · e1 white queen · h1 white rook | a8 black rook · e8 black king · h8 black rook · a7 black pawn · b7 black pawn · c7 black pawn · d7 black bishop · e7 black bishop · g7 black pawn · h7 black pawn · f6 black pawn · h6 black knight · d5 white pawn · f5 black knight · e4 white knight · f4 white bishop · g4 black queen · d3 white bishop · f3 white knight · g3 white pawn · a2 white pawn · b2 white pawn · c2 white pawn · g2 white king · a1 white rook · e1 white queen · h1 white rook | a8 black rook · e8 black king · h8 black rook · a7 black pawn · b7 black pawn · c7 black pawn · d7 black bishop · e7 black bishop · g7 black pawn · h7 black pawn · f6 black pawn · h6 black knight · d5 white pawn · f5 black knight · e4 white knight · f4 white bishop · g4 black queen · d3 white bishop · f3 white knight · g3 white pawn · a2 white pawn · b2 white pawn · c2 white pawn · g2 white king · a1 white rook · e1 white queen · h1 white rook | a8 black rook · e8 black king · h8 black rook · a7 black pawn · b7 black pawn · c7 black pawn · d7 black bishop · e7 black bishop · g7 black pawn · h7 black pawn · f6 black pawn · h6 black knight · d5 white pawn · f5 black knight · e4 white knight · f4 white bishop · g4 black queen · d3 white bishop · f3 white knight · g3 white pawn · a2 white pawn · b2 white pawn · c2 white pawn · g2 white king · a1 white rook · e1 white queen · h1 white rook | a8 black rook · e8 black king · h8 black rook · a7 black pawn · b7 black pawn · c7 black pawn · d7 black bishop · e7 black bishop · g7 black pawn · h7 black pawn · f6 black pawn · h6 black knight · d5 white pawn · f5 black knight · e4 white knight · f4 white bishop · g4 black queen · d3 white bishop · f3 white knight · g3 white pawn · a2 white pawn · b2 white pawn · c2 white pawn · g2 white king · a1 white rook · e1 white queen · h1 white rook | a8 black rook · e8 black king · h8 black rook · a7 black pawn · b7 black pawn · c7 black pawn · d7 black bishop · e7 black bishop · g7 black pawn · h7 black pawn · f6 black pawn · h6 black knight · d5 white pawn · f5 black knight · e4 white knight · f4 white bishop · g4 black queen · d3 white bishop · f3 white knight · g3 white pawn · a2 white pawn · b2 white pawn · c2 white pawn · g2 white king · a1 white rook · e1 white queen · h1 white rook | 2 |
| 1 | a8 black rook · e8 black king · h8 black rook · a7 black pawn · b7 black pawn · c7 black pawn · d7 black bishop · e7 black bishop · g7 black pawn · h7 black pawn · f6 black pawn · h6 black knight · d5 white pawn · f5 black knight · e4 white knight · f4 white bishop · g4 black queen · d3 white bishop · f3 white knight · g3 white pawn · a2 white pawn · b2 white pawn · c2 white pawn · g2 white king · a1 white rook · e1 white queen · h1 white rook | a8 black rook · e8 black king · h8 black rook · a7 black pawn · b7 black pawn · c7 black pawn · d7 black bishop · e7 black bishop · g7 black pawn · h7 black pawn · f6 black pawn · h6 black knight · d5 white pawn · f5 black knight · e4 white knight · f4 white bishop · g4 black queen · d3 white bishop · f3 white knight · g3 white pawn · a2 white pawn · b2 white pawn · c2 white pawn · g2 white king · a1 white rook · e1 white queen · h1 white rook | a8 black rook · e8 black king · h8 black rook · a7 black pawn · b7 black pawn · c7 black pawn · d7 black bishop · e7 black bishop · g7 black pawn · h7 black pawn · f6 black pawn · h6 black knight · d5 white pawn · f5 black knight · e4 white knight · f4 white bishop · g4 black queen · d3 white bishop · f3 white knight · g3 white pawn · a2 white pawn · b2 white pawn · c2 white pawn · g2 white king · a1 white rook · e1 white queen · h1 white rook | a8 black rook · e8 black king · h8 black rook · a7 black pawn · b7 black pawn · c7 black pawn · d7 black bishop · e7 black bishop · g7 black pawn · h7 black pawn · f6 black pawn · h6 black knight · d5 white pawn · f5 black knight · e4 white knight · f4 white bishop · g4 black queen · d3 white bishop · f3 white knight · g3 white pawn · a2 white pawn · b2 white pawn · c2 white pawn · g2 white king · a1 white rook · e1 white queen · h1 white rook | a8 black rook · e8 black king · h8 black rook · a7 black pawn · b7 black pawn · c7 black pawn · d7 black bishop · e7 black bishop · g7 black pawn · h7 black pawn · f6 black pawn · h6 black knight · d5 white pawn · f5 black knight · e4 white knight · f4 white bishop · g4 black queen · d3 white bishop · f3 white knight · g3 white pawn · a2 white pawn · b2 white pawn · c2 white pawn · g2 white king · a1 white rook · e1 white queen · h1 white rook | a8 black rook · e8 black king · h8 black rook · a7 black pawn · b7 black pawn · c7 black pawn · d7 black bishop · e7 black bishop · g7 black pawn · h7 black pawn · f6 black pawn · h6 black knight · d5 white pawn · f5 black knight · e4 white knight · f4 white bishop · g4 black queen · d3 white bishop · f3 white knight · g3 white pawn · a2 white pawn · b2 white pawn · c2 white pawn · g2 white king · a1 white rook · e1 white queen · h1 white rook | a8 black rook · e8 black king · h8 black rook · a7 black pawn · b7 black pawn · c7 black pawn · d7 black bishop · e7 black bishop · g7 black pawn · h7 black pawn · f6 black pawn · h6 black knight · d5 white pawn · f5 black knight · e4 white knight · f4 white bishop · g4 black queen · d3 white bishop · f3 white knight · g3 white pawn · a2 white pawn · b2 white pawn · c2 white pawn · g2 white king · a1 white rook · e1 white queen · h1 white rook | a8 black rook · e8 black king · h8 black rook · a7 black pawn · b7 black pawn · c7 black pawn · d7 black bishop · e7 black bishop · g7 black pawn · h7 black pawn · f6 black pawn · h6 black knight · d5 white pawn · f5 black knight · e4 white knight · f4 white bishop · g4 black queen · d3 white bishop · f3 white knight · g3 white pawn · a2 white pawn · b2 white pawn · c2 white pawn · g2 white king · a1 white rook · e1 white queen · h1 white rook | 1 |
|   | a | b | c | d | e | f | g | h |   |

Бечка партија, C25
1.e4 e5 2.♘c3 ♘c6 3.f4 exf4 4.d4 d5? 5.exd5 ♕h4+ 6.♔e2 ♕e7+ 7.♔f2 ♕h4+ 8.g3! fxg3+ 9.♔g2 ♘xd4 10.hxg3 ♕g4 11.♕e1+ ♗e7 12.♗d3 ♘f5 13.♘f3 ♗d7 14.♗f4 f6 15.♘e4 ♘gh6?? 16.♗xh6 ♘xh6 17.♖xh6! gxh6?? 18.♘xf6+ ♔f7 19.♘xg4 1–0